# Wende und friedliche Revolution in der DDR

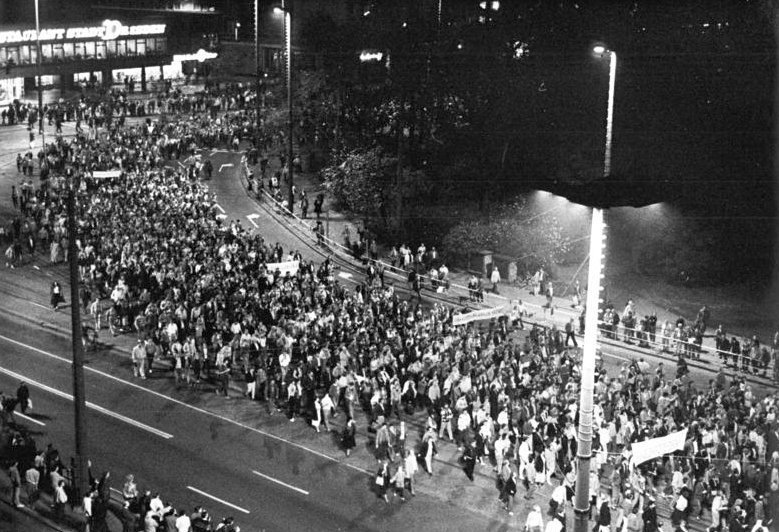
Montagsdemonstration in Leipzig am 23. Oktober 1989

Als Wende oder friedliche Revolution in der DDR (auch Wendezeit oder Zusammenbruch der DDR) wird der Prozess gesellschaftspolitischen Wandels bezeichnet, der 1989 in der Deutschen Demokratischen Republik die Herrschaft der Sozialistischen Einheitspartei Deutschlands (SED) beendete, den Übergang zu einem parlamentarischen Regierungssystem nach westdeutschem Vorbild begleitete und die deutsche Wiedervereinigung am 3. Oktober 1990 möglich machte.
Die grundlegenden Veränderungen in der DDR, bedingt durch die von Teilen der DDR-Bevölkerung ausgehenden gewaltfreien Initiativen, Proteste und Demonstrationserfolge, fielen in den Zeitraum zwischen den Kommunalwahlen am 7. Mai 1989 und der einzigen freien Volkskammerwahl im März 1990.

## Beginn aller politischen Veränderungen

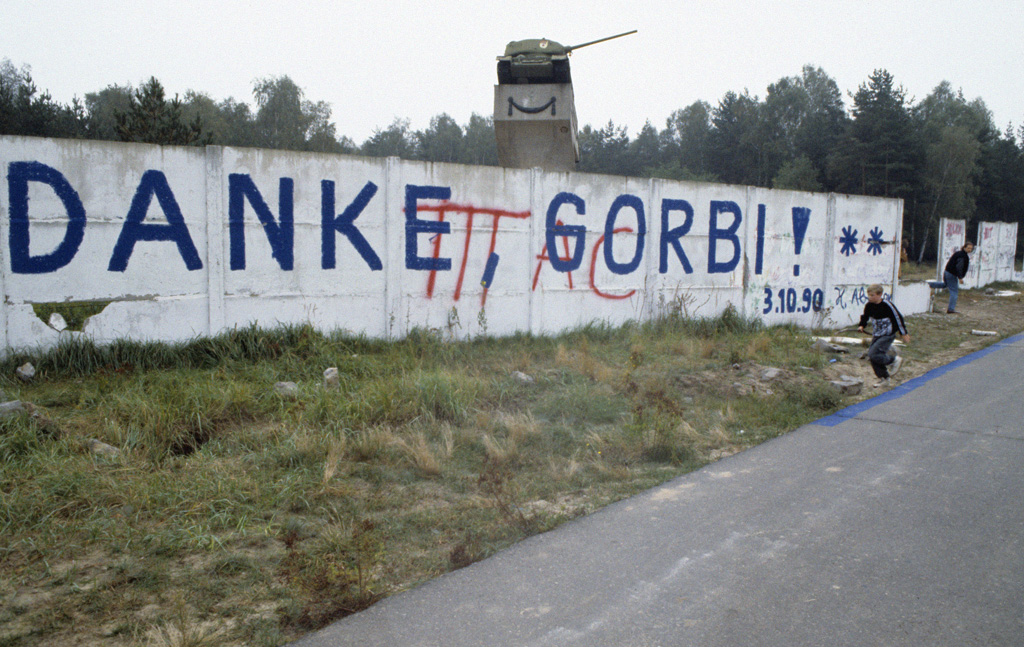
Berliner Mauer am 3. Oktober 1990

Diese Vorgänge standen in engem Zusammenhang mit dem von Michail Gorbatschow, seit 1985 Generalsekretär der KPdSU, eingeleiteten Verzicht auf die sowjetische Vormachtstellung in Ostmitteleuropa und mit den dadurch angespornten Reformbewegungen u. a. in Polen, Ungarn und der Tschechoslowakei. Zusätzlich zu der mit Glasnost und Perestroika verbundenen außenpolitischen Öffnung der Sowjetunion destabilisierten die Mängel der sozialistischen Zentralverwaltungswirtschaft sowie die geringe Konkurrenzfähigkeit der DDR-Wirtschaft auf den Weltmärkten und die dramatisch wachsende Staatsverschuldung der DDR im Westen die SED-Diktatur und beschleunigten die politische Wende.

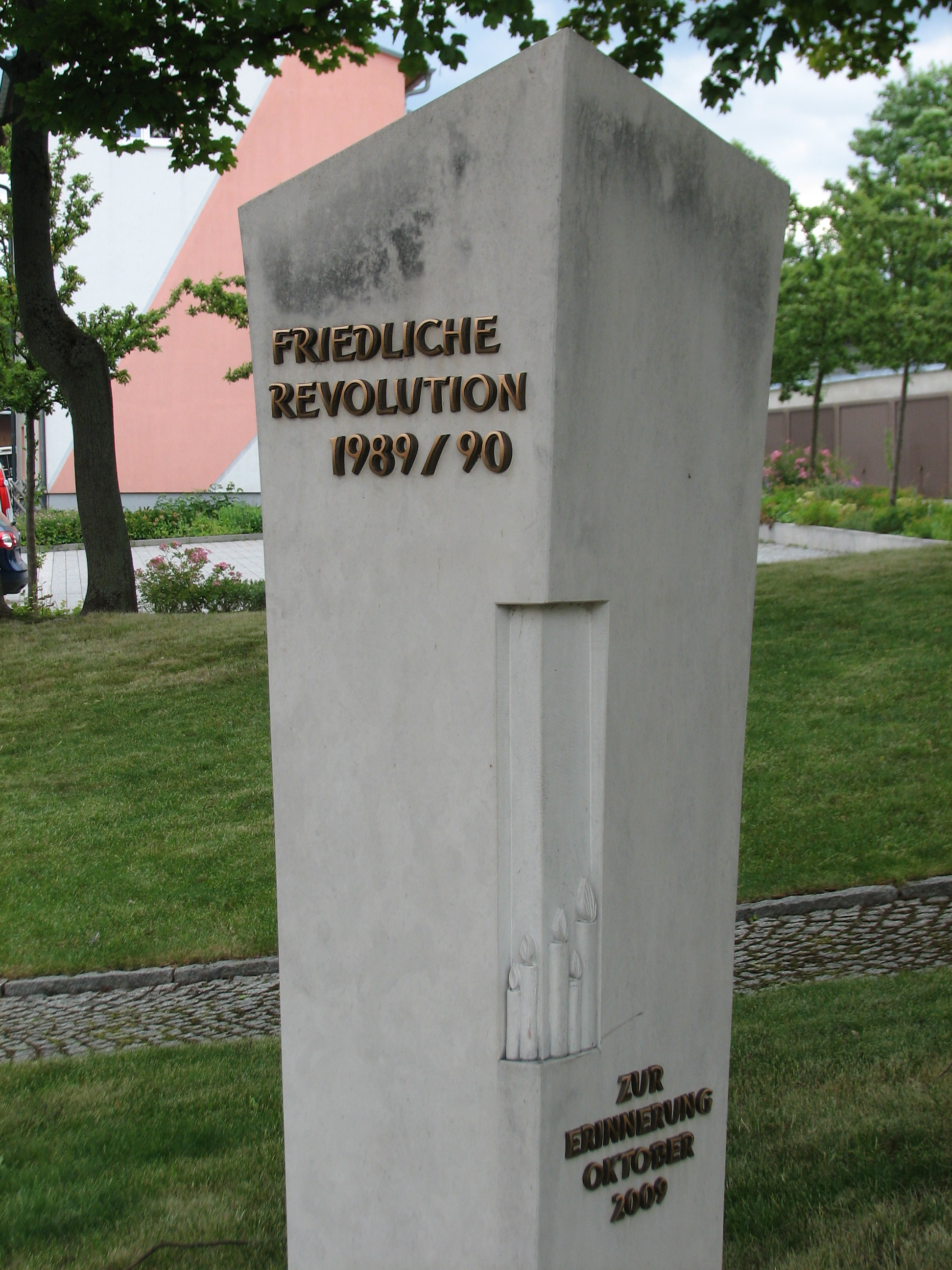
Gedenkstele Friedliche Revolution 1989/90 in Zeulenroda vor der Dreieinigkeitskirche, errichtet im Oktober 2009

Neben der ab dem Sommer 1989 immer stärker werdenden Massenflucht von DDR-Bürgern über andere Ostblockstaaten wie Ungarn und die Tschechoslowakei in den Westen gab es eine zunehmende Protestbewegung in der DDR. Zu den innergesellschaftlich treibenden Kräften des Reformprozesses zählten Intellektuelle und kirchlich gebundene Menschen, die sich zu Protest- und Bürgerinitiativen zusammenfanden, entschlossene Ausreisewillige, die in steigender Anzahl ein deutliches Zeichen der Unzufriedenheit mit dem SED-Regime setzten, sowie die wachsende Zahl friedlich demonstrierender Bürger, die der erlebten und verstärkt drohenden Konfrontation mit staatlicher Gewalt und Repression nicht mehr zu weichen bereit waren.
Am 31. Oktober 1989 diskutierte das Politbüro des Zentralkomitees der SED ein streng geheimes „Schürer-Papier“, das vorschlug, die Öffnung der Berliner Mauer als letztes Tauschmittel der Bundesrepublik anzubieten, um dringend benötigte Kredite und erweiterte Wirtschaftskooperation zu erhalten und so einen drohenden Rückgang des Lebensstandards und Staatsbankrott abzuwenden. Auch die MfS-Abteilung (Volkswirtschaft/HA XVIII) bestätigte, dass dies der einzige Ausweg sei, um den Zusammenbruch der DDR zu verhindern.
Die wegen ihrer reformfeindlichen Einstellung unter den „sozialistischen Bruderländern“ zunehmend isolierte, offensichtlich delegitimierte und weitgehend ratlose SED-Führung verzichtete zuletzt auf den Einsatz von Gewalt gegen das sich in immer größeren Demonstrationszügen formierende Volk und ließ am 9. November 1989 die Grenzöffnung an der Berliner Mauer zu. Durch einen Wechsel in der Partei- und Staatsführung sowie durch Dialogbereitschaft mit den oppositionellen Kräften suchte die SED-Spitze vergeblich die politische Initiative zurückzugewinnen, die wegen anhaltender politischer Instabilität und wegen eines drohenden Zusammenbruchs der DDR-Staatsfinanzen mehr und mehr auf die Bundesregierung unter Kanzler Helmut Kohl überging.
Die Regierung von Ministerpräsident Hans Modrow wurde seit Anfang Dezember 1989 vom Zentralen Runden Tisch kontrolliert, der im Zusammenwirken mit landesweiten spontanen Massenaktionen für die Auflösung des Ministeriums für Staatssicherheit (MfS) mit seinem Bespitzelungs- und Unterdrückungsapparat sorgte und die Wahlen zu einer frei gewählten Volksvertretung maßgeblich mit vorbereitete. Durch den hohen Wahlsieg der Allianz für Deutschland waren danach innenpolitisch die Weichen für eine schnelle Vereinigung beider deutscher Staaten gestellt.

## Ostblock im Wandel
Die friedliche Revolution großer Teile der DDR-Bevölkerung gegen das SED-Regime hatte eine grundlegende Wende in den Beziehungen der sogenannten Ostblockstaaten zur Sowjetunion zur Voraussetzung, die durch Michail Gorbatschow ausgelöst wurde. Die außenpolitische Entsprechung zu seinen Reformansätzen für die UdSSR bestand darin, in Abkehr von der Breschnew-Doktrin allen unter sowjetischer Führung im Warschauer Pakt zusammengeschlossenen Staaten einen jeweils eigenen Weg der inneren Reformen zuzugestehen.
Der Anstoß zu einem solchen Politikwechsel resultierte insbesondere aus einer gegenüber den westlichen Industrieländern rückständigen Wirtschaftsentwicklung der Ostblockstaaten, die in zunehmend weniger weltmarktkompatiblen Produktionsstrukturen verharrten und den Anschluss an Dienstleistungsorientierung, Mikroelektronik und Globalisierung verpassten.
Damit fehlte es aber auch mehr und mehr an Mitteln, den das „Gleichgewicht des Schreckens“ bewirkenden und in der Reagan-Ära von amerikanischer Seite forcierten Rüstungswettlauf sowjetischerseits weiter durchzuhalten. „Riesige Armeen, gigantische Raketen und ein Verteidigungshaushalt, dessen Anteil am Gesamthaushalt doppelt so hoch war wie der in den Vereinigten Staaten, reichten immer noch nicht aus, um Gleichheit zu sichern.“ Mit seinem wirtschaftlichen und gesellschaftspolitischen Reformprogramm wie mit seinen Abrüstungsinitiativen zogen Gorbatschow und seine Mitstreiter daraus Konsequenzen.

### Glasnost und Perestroika
Dem von Juri Andropow 1978 in die Moskauer Führung geholten Südrussen Gorbatschow oblag bereits während des krankheitsbedingten Ausfalls von Generalsekretär Konstantin Tschernenko faktisch die Leitung von Politbüro und Sekretariat der KPdSU. Als er in der entscheidenden Sitzung des Politbüros als dessen Nachfolger vorgeschlagen wurde, erklärte er:

„Wir erleben eine überaus schwierige Zeit, eine Zeit der Wende. Unsere Wirtschaft bedarf einer höheren Dynamik, und diese Dynamik braucht auch unsere Demokratie, braucht unsere Außenpolitik.“

Als wichtiges Treibmittel der innergesellschaftlichen Veränderung sollten eine neue Offenheit (Glasnost) und Transparenz in den Parteigliederungen, Verwaltungsorganen, Medien und in der Wirtschaftsorganisation dienen, die fortan der freien Meinungsäußerung und Kritik ausgesetzt wurden. Den Anspruch der KPdSU auf die politische Führung der Sowjetunion beabsichtigte Gorbatschow allerdings zu erhalten. Elemente der auf weitreichende Umgestaltung (Perestroika) der sowjetischen Gesellschaft zielenden Neuerungen waren nach der Umbesetzung wichtiger Funktionärsstellen (Kader) eine intensiv angestoßene, aber letztlich scheiternde Kampagne gegen Alkoholmissbrauch, eine kritische Revision der Partei- und Landesgeschichte sowie vielfältige Wirtschaftsreformen. Letztere zielten neben planwirtschaftlicher Prozessoptimierung als unmittelbarer Selbsthilfe in der Not auch auf die Stärkung von Eigenverantwortung und individueller Leistung sowie marktwirtschaftlich orientierte Maßnahmen.
Während die in der Sowjetunion anlaufenden Reformen auf breite Zustimmung der Bevölkerung anderer Staaten des Ostblocks stießen, insbesondere unter Studenten und Akademikern, reagierten die jeweiligen Staatsführungen erst reserviert und dann zum Teil deutlich ablehnend: „Ihre Haltung zeigte höfliche Neugierde, ja sogar herablassende Ironie: Nicht zum ersten Mal begann ein neuer sowjetischer Führer seine Arbeit mit der Kritik seiner Vorgänger; und dann blieb alles beim alten. Erst als klar wurde, daß diese sowjetische Reform ernst gemeint war, bekundete man Ablehnung, besonders im Hinblick auf Demokratisierung und die neue Offenheit, Glasnost.“ (Michail Gorbatschow )

### Abkehr von der Breschnew-Doktrin
Bereits unmittelbar mit seinem Amtsantritt verknüpfte Gorbatschow die Aufhebung des sowjetischen Führungsanspruchs bezüglich der inneren Entwicklung sozialistischer „Bruderstaaten“. Schon im Rahmen der Begleitkonsultationen zu Tschernenkos Begräbnis habe er die „Achtung der Souveränität und der Unabhängigkeit eines jeden Landes“ hervorgehoben und daraus abgeleitet, „daß jede Partei die volle Verantwortung für die Lage in ihrem Land übernehme.“ Man habe ihm ohne Zögern zugestimmt, vielleicht ohne das Gesagte wirklich ernst zu nehmen. „Tatsächlich aber bedeutete die Erklärung, die wir am Ende unseres Treffens formulierten, eine Wende in unseren Beziehungen und die Aufgabe der sogenannten Breschnew-Doktrin, die zwar niemals offiziell verkündet worden war, in der Praxis jedoch die Politik der UdSSR gegenüber verbündeten Ländern lange Zeit bestimmt hatte.“ (Gorbatschow )
Als Gorbatschow 1986 zum SED-Parteitag nach Berlin reiste, wurde ihm auch die Mauer präsentiert. Dabei habe er eine solch verdrießliche Miene gemacht wie noch kein Staatsgast der DDR vor ihm, schreibt Edgar Wolfrum. Gegenüber Journalisten äußerte Gorbatschow am 7. Oktober 1989 bei seinem Besuch anlässlich des 40. Jahrestages der DDR-Gründung: „Gefahren warten nur auf jene, die nicht auf das Leben reagieren.“ Als Egon Krenz am 1. November 1989 nach Moskau flog, um unter dem Druck der aufbegehrenden DDR-Bevölkerung Gorbatschows Kurs hinsichtlich der Zukunft beider deutschen Staaten für sich abzuklären, beschwor er sein Gegenüber: „Die DDR ist ein Kind der Sowjetunion. Es ist für uns wichtig zu wissen, ob ihr zu eurer Vaterschaft steht.“ Gorbatschow habe daraufhin die „Bewahrung der Realitäten der Nachkriegszeit, einschließlich der Existenz zweier deutscher Staaten“ als wichtiges Gleichgewichtselement in Europa bezeichnet und versichert, so werde das nach seinen Gesprächseindrücken auch von den Regierungschefs der Westmächte gesehen.
Das Ende der DDR habe Gorbatschow nicht gewollt, bestätigt der Zeithistoriker Wolfrum, „aber er stemmte sich nicht mit der Macht der Bajonette dagegen, als der Lauf der Dinge nicht mehr zu ändern war […] An den grundlegenden Prinzipien des ‚Neuen Denkens‘ rüttelte Michail Gorbatschow nicht, für ihn galt die nationale Selbstbestimmung und die Nichteinmischung in die inneren Angelegenheiten.“

### Solidarność und Bürgerrechtler im Aufwind
Gorbatschow verkündete am 25. Oktober 1989 bei einem Staatsbesuch in Finnland die sogenannte „Sinatra-Doktrin“ als Ersatz für die Breschnew-Doktrin, die moskautreuen Machthabern in den Ostblockstaaten die Niederhaltung oppositioneller Strömungen erleichtert hatte. Somit verbesserten sich die Erfolgsaussichten der jeweiligen regimekritischen Kräfte. Der „große Bruder“ Sowjetunion wirkte nun nicht mehr als repressive Reserve der Herrschenden, wie es bei der Niederschlagung des Aufstands vom 17. Juni 1953, des ungarischen Volksaufstandes 1956 oder beim Einmarsch der Warschauer-Pakt-Staaten in die ČSSR zur Niederschlagung des Prager Frühlings 1968 der Fall gewesen war. Stattdessen kamen nun aus dem Moskauer Kreml selbst ermutigende Zeichen.
In der Volksrepublik Polen gab das der unabhängigen Gewerkschaftsbewegung Solidarność neuen Auftrieb, die seit dem Verbot und der Verhängung des Kriegsrechts 1981 nur noch im Untergrund hatte bestehen können, dabei aber weiterhin breite Unterstützung in der polnischen Bevölkerung genoss. Anfang 1988 meldete sich Solidarność in der polnischen Politik zurück. Mit wilden Streiks gegen wiederholte Preiserhöhungen erzwang sie im Januar/Februar 1989 die Aufnahme offizieller Gespräche mit der Regierung am Runden Tisch und erzielte einen überragenden Erfolg bei den Parlamentswahlen am 4. und 18. Juni 1989. Am 24. August 1989 wurde Tadeusz Mazowiecki, der engste Berater des Gewerkschaftsführers Lech Wałęsa, zum polnischen Ministerpräsidenten gewählt. Die Dritte Polnische Republik entstand.
Die Ungarische Sozialistische Arbeiterpartei (USAP) verzichtete im Januar 1989 auf ihre in der Verfassung festgelegte Führungsrolle; Parteichef János Kádár war bereits im Mai 1988 zurückgetreten. Ab Juni 1989 gab es in Ungarn ebenfalls einen Runden Tisch, und im Oktober spaltete sich die USAP.
Auch in der DDR kam es in der zweiten Hälfte der 1980er Jahre zu einem zunächst verhaltenen Aufschwung menschen- und bürgerrechtlicher Initiativen, oft im Schutz und unter Anbindung an kirchliche Einrichtungen, die aber auch für Ausreisewillige als Zuflucht und Interessenvertretung in Anspruch genommen wurden.

## DDR als Sonderfall
Die DDR war westlichen Anerkennungsvorbehalten und vielfältigen Einflüssen westdeutscherseits ausgesetzt. Ihr galt bis zum Kurswechsel Gorbatschows unter allen Ostblockstaaten das besondere Augenmerk der Sowjetunion. Als labiler Vorposten des östlichen Bündnisses am „Eisernen Vorhang“ profitierte die DDR von besonderen Wirtschaftsbeziehungen zur UdSSR und von einer relativ stabilen Versorgungslage. Nur auf ihrem Territorium waren – im Gegensatz zu den anderen Staaten des Warschauer Pakts – dauerhaft große Verbände der sowjetischen Streitkräfte stationiert. Bis 1986 waren etwa 40 % der DDR militärisches Sperrgebiet.
Hervorstechende Merkmale der DDR für den Außenstehenden waren „öffentliche Selbstbeweihräucherung“ und die alles durchdringende staatliche Kontrolle, schreibt der amerikanische Zeithistoriker Charles S. Maier. „An den Grenzen wurde man grob behandelt und schikaniert, da war dieser anmaßende und überhebliche Sicherheitsapparat, diese erschreckende Liebe zu leeren, asphaltierten Plätzen, die Angst als bewußt eingesetztes Mittel der Herrschaft, dieses unentwegte Hochjubeln mittelmäßiger Errungenschaften sowohl des eigenen Landes wie auch gleichgesinnter autoritärer Regime anderswo, die ebenso unentwegte Verteufelung des Westens als militaristisch und revanchistisch. Gleichzeitig jedoch versuchten einige Menschen in bester Absicht ihr ostdeutsches Vaterland aufzubauen.“ (nach Maier )

### Sozialistische Nation?
Dem – nach mehrfachen sowjetischen Nachkriegsdemontagen – mit milliardenschweren Subventionspaketen geförderten „Kunstprodukt“ DDR (Kowalczuk) fehlte es anders als etwa Polen oder Ungarn an der Legitimation als Nationalstaat. Nachdem eine Wiedervereinigung Deutschlands zu sowjetischen Bedingungen sich längst als aussichtslos erwiesen hatte, sorgte die SED-Führung unter Erich Honecker 1974 für eine neue Staatsformel in der DDR-Verfassung: „Die DDR ist ein sozialistischer Staat der Arbeiter und Bauern“ (noch 1968: „… ein sozialistischer Staat deutscher Nation“). In einem Bericht des SED-Zentralkomitees stand bereits 1971:

„Im Gegensatz zur BRD, wo die bürgerliche Nation fortbesteht und wo die nationale Frage durch den unversöhnlichen Klassenwiderspruch zwischen der Bourgeoisie und den werktätigen Massen bestimmt wird, der – davon sind wir überzeugt – im Verlauf des welthistorischen Prozesses des Übergangs vom Kapitalismus zum Sozialismus seine Lösung finden wird, entwickelt sich bei uns in der Deutschen Demokratischen Republik, im sozialistischen deutschen Staat, die sozialistische Nation.“

Der marxistisch-leninistische Philosoph Alfred Kosing entwarf dazu die Theorie zweier deutscher Nationen, die auf Lenins Lehre von den beiden Linien in der Nation – den Ausbeutern und den Ausgebeuteten – basierte. Diese Linien hätten sich im Ergebnis des Krieges durch die Entstehung der beiden deutschen Staaten, der Bundesrepublik (Ausbeutergesellschaft) und der DDR (Arbeiter- und Bauerngesellschaft), getrennt. Diese Theorie ging 1974 in die neue DDR-Verfassung von 1968 ein. 1975 vertrat Kosing die Ansicht, dass die Nation auch nach der sozialistischen Revolution eine gesetzmäßige Entwicklungsform des gesellschaftlichen Lebens bleibe, die erst dann ihre Daseinsnotwendigkeit verlieren werde, wenn auf der Basis einer einheitlichen kommunistischen Weltwirtschaft an die Stelle der Nationen die weltumspannende kommunistische Menschheit treten werde. Auch die sozialistische Nation der DDR weise noch die typisch deutschen ethnischen Eigenschaften und Züge auf. Der Unterschied zur BRD betreffe die sozialen Grundlagen und Inhalte, durch die zwei qualitativ verschiedene historische Typen der Nation vorlägen: „Die Nation der DDR ist die sozialistische deutsche Nation, und die Nation der BRD ist die kapitalistische deutsche Nation.“ In seinen 2008 veröffentlichten Lebenserinnerungen schwankt Kosing zwischen Belustigung und Empörung darüber, dass er sich im Zuge der neuen Parteilinie einmal mit einer Weisung „von oben“ auseinanderzusetzen hatte, aus einem bereits druckfertigen Manuskript den Begriff deutsch durchgängig zu eliminieren.
Zum Jahreswechsel 1988/1989 brachte Honecker – nunmehr zwecks Abgrenzung gegenüber den Reformen in der Sowjetunion – die Formel von einem „Sozialismus in den Farben der DDR“ ins Spiel. Wurde nämlich die sozialistische Ideologie selbst in Frage gestellt, so Rödder, „dann stand in der DDR nicht nur ein Regime oder eine Staatsform zur Disposition, sondern der Staat selbst.“ Die spezifische Doktrin von den beiden selbständigen deutschen Staaten, die Breschnew und Gromyko in Zusammenarbeit mit DDR-Ideologen in den 1970er Jahren entwickelt hatten, galt Gorbatschow und seinem außenpolitischen Sonderberater Anatoli Tschernjajew aber bereits vor 1989 als künstlich und überholt.

### Ideologische Verhärtung statt Öffnung
Erste Hoffnungen auf größere Spielräume hinsichtlich freier Meinungsäußerung und erweiterter Bürgerrechte waren für die DDR-Bevölkerung wie für die Bürger anderer Ostblockstaaten mit der Verabschiedung des Menschenrechtsteils der KSZE-Vereinbarungen 1975 verbunden. Für die SED hatte die Medaille zwei Seiten: Während der Minister für Staatssicherheit Erich Mielke die innenpolitischen Folgen für unkalkulierbar hielt und vor dem KSZE-Prozess warnte, kam es Honecker vorrangig darauf an, die Anerkennung und Gleichberechtigung der DDR im internationalen Maßstab voranzubringen. Bis zum Beginn der Ära Gorbatschow ging seine Rechnung auch weitgehend auf: Die regimekritische Opposition blieb unter dem Druck des Staatsapparats zersplittert und beherrschbar.
Dies änderte sich jedoch mit dem zunehmend deutlichen Abgrenzungskurs der SED-Oberen von den Reformen Gorbatschows. Hatte vorher die Parole gegolten: „Von der Sowjetunion lernen heißt siegen lernen!“, so strebte man nun eher die Hierarchieumkehrung an. Informationen über die Entwicklungen in der UdSSR unterlagen nun strenger Zensur. Gorbatschow hält fest: „Jedenfalls wurde nun von höchster Stelle Order erteilt, jede meiner Reden oder öffentlichen Stellungnahmen zu analysieren, um Abweichungen vom Marxismus-Leninismus ausfindig zu machen und damit die Kritik an der sowjetischen Perestroika noch nachdrücklich zu untermauern. Die Bilanz wurde Honecker persönlich unterbreitet und anschließend nach einem speziellen Modus verteilt, natürlich erreichten derartige Analysen auch Moskau. Freilich hätten wir dem ausgeklügelten Dogmatismus dieser Dokumente gern unsere eigenen Argumente entgegengesetzt, doch gab es keinen Adressaten, an den wir uns hätten wenden können. Schließlich waren wir nicht offiziell zu einem Streitgespräch aufgefordert worden.“ (Gorbatschow ) In einem schriftlichen Interview mit dem Wochenmagazin Stern äußerte sich der SED-Chefideologe Kurt Hager im März 1987 demonstrativ abschätzig über die sowjetische Perestroika: „Würden Sie, nebenbei gesagt, wenn Ihr Nachbar seine Wohnung neu tapeziert, sich verpflichtet fühlen, Ihre Wohnung ebenfalls neu zu tapezieren?“
Eine nochmalige Eskalation der SED-Abschottungspolitik gegen das neue Denken in der UdSSR stellte das im Herbst 1988 von der SED verhängte Verbot der von 190.000 Abonnenten und Käufern in der DDR gelesenen sowjetischen Monatszeitschrift Sputnik dar, das mit angeblich verzerrenden Beiträgen zur Geschichte begründet wurde. Dies löste eine Protestwelle aus, die weit in die DDR-Bevölkerung hineinreichte und auch viele SED-Mitglieder erfasste.

### Staatsfinanzen vor der Offenbarung
| Haushaltsgeräte      | West | Ost |
| -------------------- | ---- | --- |
| Waschvollautomat     | 98   | 73  |
| Geschirrspülmaschine | 62   | 01  |
| Mikrowellenherd      | 49   | 05  |
| Telefon              | 98   | 18  |
| Farbfernsehgerät     | 96   | 95  |
| Videorekorder        | 97   | 94  |
| Auto                 | 97   | 94  |

Die anhaltende Ablehnung des sowjetischen Reformkurses begründete FDGB-Chef Harry Tisch noch am 29. August 1989 im SED-Politbüro in klassischer marxistischer Formelsprache: „Wenn sich die ökonomische Basis kapitalistisch gestaltet, kann sich der sozialistische Überbau nicht halten.“
Zu diesem Zeitpunkt trauten sich auch Kenner der Sachlage noch nicht, die tatsächliche Situation von Wirtschaft und Finanzen der DDR anzusprechen. Seit Anfang der 1970er Jahre war unter Honecker eine auf Verschuldung gegründete Sozialpolitik u. a. mit Lohn- und Rentenerhöhungen, stark subventionierten Verbraucherpreisen sowie großflächigen Wohnungsbauprogrammen in Gang gekommen, um die Bindung an Partei und Staat zu stärken. Als der seinerzeit führende Finanzexperte des SED-Zentralkomitees, Günter Ehrensperger, Honecker im November 1973 vorrechnete, dass die Staatsschulden der DDR unter Beibehaltung des eingeschlagenen Kurses bis 1980 von zwei auf 20 Milliarden Valutamark steigen würden, untersagte ihm dieser ab sofort die Arbeit an derartigen Szenarien und verfügte die Vernichtung sämtlicher dazu vorhandenen Unterlagen.
In den 1980er Jahren konnte die DDR dann nur dank westlicher Kredite die Zahlungsunfähigkeit vermeiden. Eine 1981 eingetretene Verminderung der sowjetischen Erdöllieferungen zu Sonderkonditionen brachte die DDR-Planwirtschaft zusätzlich in Schwierigkeiten. Ihre Produktivität lag Ende der 1980er Jahre im Vergleich zur Bundesrepublik real bei nur noch 30 Prozent. Mit hohem Aufwand wurde versucht, den Weltmarktanschluss im Bereich der Mikroelektronik herzustellen. Auch der im September 1988 offiziell vorgestellte erste in der DDR entwickelte 1-Megabit-Speicher konnte nicht darüber hinwegtäuschen, dass man dem westlichen Entwicklungstempo um Jahre hinterherlief. Noch bei der symbolischen Übergabe des ersten in der DDR produzierten 32-Bit-Chips im August 1989 versicherte Honecker launig: „Den Sozialismus in seinem Lauf hält weder Ochs noch Esel auf.“
Der innerhalb der SED–Führung die reale ökonomische Lage am ehesten überblickende Gerhard Schürer, Leiter der Staatlichen Plankommission, hatte Egon Krenz in einem dreistündigen Gespräch im Februar 1989 gedrängt, für die Nachfolge Honeckers bereitzustehen, wenn er, Schürer, nach schonungsloser Darlegung der Lage im Politbüro Honeckers Ablösung verlange und ihn, Krenz, als neuen SED-Chef vorschlüge. Krenz habe das mit der Begründung abgelehnt, er sehe sich außerstande, seinen Ziehvater und politischen Lehrer abzusetzen.

### Oppositionelle Ansätze vor dem Umsturz 1989
Die Anfänge organisierten Aufbegehrens gegen die SED-Staatsmacht in kleinen Zirkeln zu Beginn der 1980er Jahre gingen hauptsächlich von Friedensinitiativen unter dem Schutz eigenständiger kirchlicher Einrichtungen und mit Beteiligung von Kirchenvertretern aus. Während einzelne Pfarrer wie Rainer Eppelmann und Friedrich Schorlemmer selbst als Regimekritiker hervortraten, grenzten andere ihren christlich-missionarischen Auftrag von markant oppositionellen Aktivitäten ab. Wichtige Kirchenoffizielle suchten die immer prekäre Lage von „Kirche im Sozialismus“ durch Kontakte zum MfS und einen Interessenausgleich mit SED-Verantwortlichen zu stabilisieren.
Im Jahre 1981 wurde in Dresden die Initiative Sozialer Friedensdienst (SoFd) ins Leben gerufen, eine Vereinigung, die die Wehrdienstverweigerung propagierte. Im Jahre 1982 entstand die Initiative Frauen für den Frieden; Vertreterinnen waren neben anderen Bärbel Bohley und Ulrike Poppe. Die Initiative Berliner Appell Frieden schaffen ohne Waffen, zu der Rainer Eppelmann, Ralf Hirsch und Robert Havemann gehörten, bildete sich am 25. Januar 1982. Im März 1983 wurde die Friedensgemeinschaft Jena gegründet. Wichtigste kirchenunabhängige Oppositionsgruppe war lange Zeit die 26. Januar 1986 gegründete „Initiative Frieden und Menschenrechte“ (IFM), zu der u. a. Wolfgang Templin, Werner Fischer, Ulrike und Gerd Poppe, Bärbel Bohley sowie später Marianne Birthler gehörten. Organisatorisches Vorbild dieser Initiative war die tschechoslowakische Charta 77. Im Frühjahr 1988 bildete sich das Grün-Okologische Netzwerk Arche, das sich Umweltfragen in der ganzen DDR widmete. Diese und zahlreiche andere kleine Gruppen, denen sich häufig auch Ausreiseantragsteller anschlossen, veranstalteten vornehmlich in Ost-Berlin, Leipzig und Dresden sowie in Jena Demonstrationen, die rasch von Sicherheitskräften unterbunden und durch Verhaftungen und gerichtliche Verurteilungen staatlicherseits sanktioniert wurden. Die in Selbstverlagen erscheinende sogenannte Samisdatliteratur trug ebenfalls zur Bildung einer Gegenöffentlichkeit bei. Dazu gehörten auch die Umweltblätter der am 2. September 1986 eröffneten Umwelt-Bibliothek in der Gemeinde der Zionskirche (Berlin) sowie zahlreiche weitere Informationsblätter.

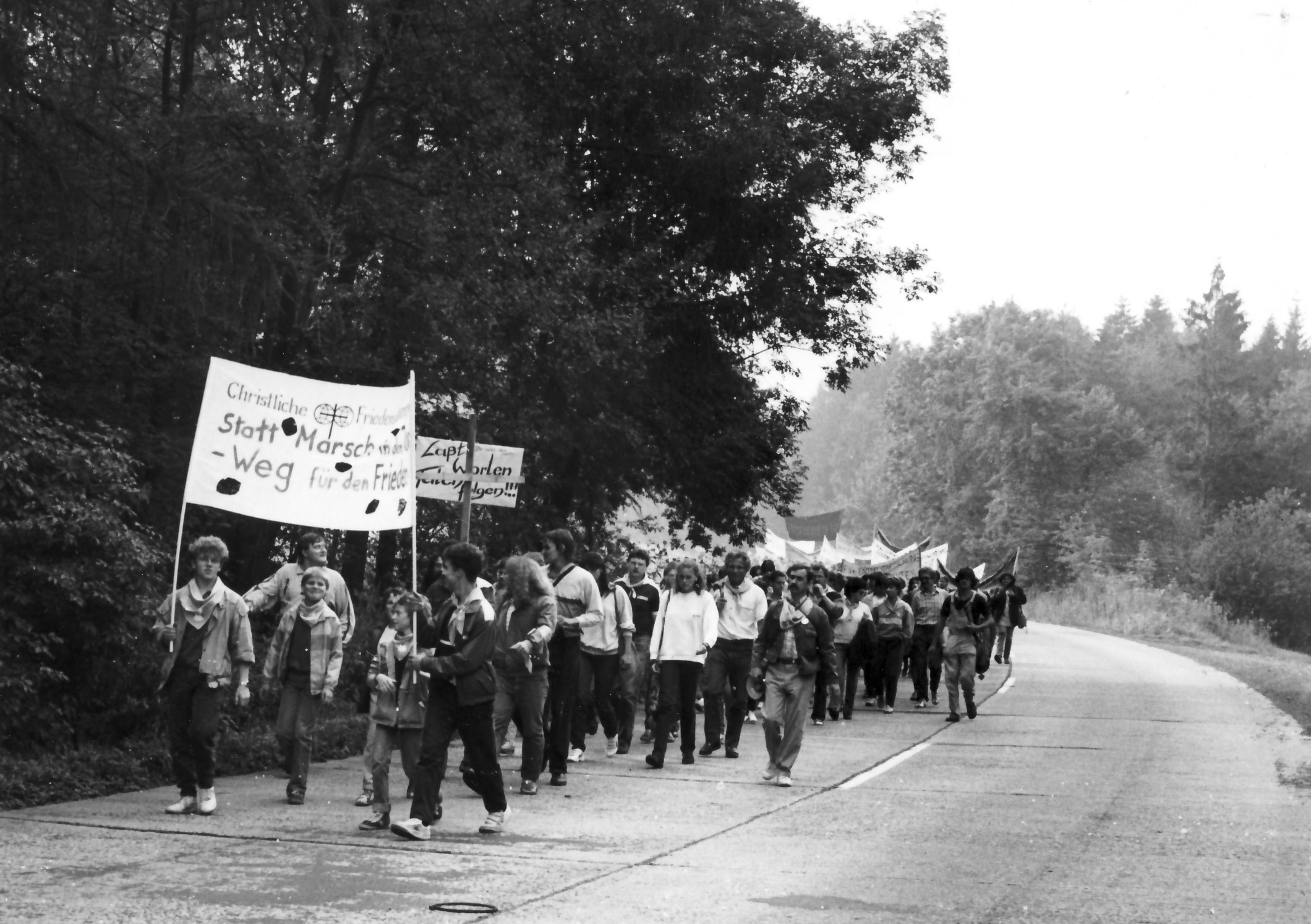
Olof-Palme-Friedensmarsch 1987

Zu den überörtlich als bedeutsam wahrgenommenen Aktivitäten gehörten der Olof-Palme-Friedensmarsch zur Errichtung eines atomwaffenfreien Korridors in Mitteleuropa im September 1987 (für den auch die SED mobilisierte, weil er zu dem von ihr propagierten Leitbild einer vorläufigen friedlichen Koexistenz kapitalistischer und sozialistischer Staaten passte), die Mahnwachen und Protestaktionen im November 1987 gegen Festnahmen und Beschlagnahmung der Umwelt-Bibliothek in der Berliner Zionskirche, die Solidarisierungsaktionen im Januar 1988, als am Rande der jährlichen SED-Großdemonstration zum Gedenken an Rosa Luxemburg und Karl Liebknecht oppositionelle Bürgerrechtler mit eigenen Transparenten festgenommen und inhaftiert wurden, sowie die anschließende Abschiebung von Oppositionellen aus der DDR in den Westen, darunter Stephan Krawczyk, Freya Klier, Bärbel Bohley und Vera Wollenberger. Verbreiteten Protest löste im Herbst 1988 der Schulverweis von Schülern der Ostberliner Carl-von-Ossietzky-Schule aus, die mit Aushängen und Unterschriftensammlung für eine Machtbeteiligung der Solidarność in Polen und für einen Verzicht auf die jährliche Militärparade zur Feier der DDR am 7. Oktober eintraten.
Lange Zeit blieb das Wirken der von  inoffiziellen Mitarbeitern des MfS (IM) beobachteten und teils infiltrierten oppositionellen Kräfte für die Staatsmacht überschaubar. Bei ca. 160 Ortsgruppen von Dissidenten und zehn Dachorganisationen rechnete das MfS im Frühjahr 1989 mit nur etwa 2500 ständigen Aktivisten, von denen etwa 60 zum „harten Kern“ gezählt wurden.
Mit der Leipziger Frühjahrsmesse 1988 wurden die dortigen Friedensandachten durch Berichte in ARD und ZDF bekannt. Sie hatten Zulauf von Ausreisewilligen und gerieten verstärkt in ein nicht nur kirchenpolitisches Spannungsfeld, nachdem die Kollekte für das Friedensgebet am 27. Juni 1988 für die Begleichung einer Ordnungsstrafe von mehreren Tausend Mark gegen Jürgen Tallig dienen sollte, der in einem Fußgängertunnel ein Gorbatschow-Zitat hinterlassen hatte: „Wir brauchen die Demokratie wie die Luft zum Atmen.“ Am 15. Januar 1989 fand in Leipzig eine Demonstration statt, und zwar als Gegenveranstaltung zur von staatlicher Seite in Ost-Berlin durchgeführten Demonstration anlässlich des 70. Jahrestags der Ermordung von Rosa Luxemburg und Karl Liebknecht. Eine Initiative zur demokratischen Erneuerung unserer Gesellschaft hatte mittels Flugblättern dazu aufgerufen, sich vor dem Leipziger Markt am alten Rathaus zu treffen, um grundlegende Bürgerrechte einzufordern. Die Initiatoren waren zwei Tage vorher bereits festgenommen worden. Den mehreren hundert Teilnehmenden gelang dennoch der Zug bis zum Innenstadtring, ehe Sicherheitskräfte eingriffen, die Demonstration auflösten und viele Oppositionelle festnahmen.

## Triebkräfte der Systemkrise 1989
Das Fundament der SED-Herrschaft war bereits in mehrerer Hinsicht ausgehöhlt, bevor die Bevölkerung der DDR ihr das endgültige Ende bereitete: Außenpolitisch war die DDR-Führung isoliert, die Staatsfinanzen waren weitgehend ruiniert, die systemstabilisierende Sozialpolitik kaum mehr fortführbar und die Wirtschaftsentwicklung unter den mehr und mehr ausschlaggebenden Weltmarktbedingungen sehr zweifelhaft.
Überalterte Produktionsanlagen und -verfahren belasteten vielerorts in der DDR die Umwelt und die Gesundheit der Bevölkerung. Bei Schwefeldioxid- und Staubemissionen war die DDR führend, bei vielen anderen Schadstoffen ebenfalls unter den Hauptemittenten. Ökologisch intakte Fließgewässer und Seen gab es fast gar nicht mehr; für einen wirksameren Umweltschutz fehlten die Mittel. Bei entsprechenden äußeren Bedingungen wurden etwa in der besonders belasteten Region Leipzig-Halle-Bitterfeld über Lautsprecherwagen Hinweise verbreitet, Fenster und Türen geschlossen zu halten. Eine zwar gesetzlich verankerte, aber kontraproduktive staatliche Umweltschutzpolitik und die oppositionelle Umweltschutzbewegung wurden so ebenfalls „zu einem Sargnagel des Regimes“.
„Wollte man etwas über die Verhältnisse in der DDR erfahren“, schreibt der dort aufgewachsene Zeithistoriker Kowalczuk, „kam man nicht umhin, bundesdeutsche Fernseh- und Radiosender einzuschalten.“ Nur ein ganz geringer Teil der DDR-Bevölkerung verzichtete aus ideologischen Gründen darauf freiwillig. Einige Regionen im Nordosten und Südosten, das sogenannte „Tal der Ahnungslosen“, waren mangels Senderreichweite vom Westfernsehen allerdings ausgeschlossen, wenn nicht die zum Teil geduldete Errichtung von Gemeinschaftsantennen dem Mangel abhalf. Berichte der Westmedien über die Aktivitäten von DDR-Oppositionellen haben vor und während der Wendezeit entscheidend dazu beigetragen, dass wichtige Geschehensabläufe landesweit bekannt wurden.
Ausschlaggebende Voraussetzung für den Erfolg der friedlichen Revolution gegen das SED-Regime war aber, dass es den opponierenden und protestierenden Menschen in der DDR gelang, „öffentlichen Raum zu behaupten und damit eine Regierungskrise zu provozieren und größere Kräfte um sie herum in Bewegung zu setzen. […] Ort der entscheidenden Konfrontationen waren Häuserblocks und Stadtviertel.“ Öffentlichen Raum für Forderungen nach Veränderungen in der DDR boten insbesondere die Kirchen, deren „Ökumenische Versammlung für Gerechtigkeit, Frieden und Bewahrung der Schöpfung in der DDR“ bereits am 2. Februar 1988 Anlass gab zur Befürchtung des Zentralkomitees (ZK) der SED, dass da „eine politisch feindliche Plattform zurechtgezimmert werden könnte“. Im Herbst 1989 sollten dann mehrere Delegierte und Berater dieser Ökumenischen Versammlung zu den Mitbegründern der neuen politischen Aktionsbündnisse und Parteien gehören, beispielsweise Erika Drees, Hans-Jürgen Fischbeck, Markus Meckel, Rudi-Karl Pahnke, Sebastian Pflugbeil und Friedrich Schorlemmer, und Karl-Heinz Ducke wurde einer der Moderatoren des Zentralen Runden Tisches der DDR.

### Gezielter Bürgerprotest gegen Kommunalwahlfälschungen
Die turnusgemäß fälligen DDR-Kommunalwahlen im Mai 1989 fielen infolge einer bereits aufgeladenen politischen Stimmungslage aus dem sonst üblichen Rahmen heraus. In der DDR-Normalität waren die Bürger nachdrücklich angehalten und hatten sich – von Ausnahmen abgesehen – daran gewöhnt, die Wahllokale aufzusuchen und ihre Stimme abzugeben, indem sie den Zettel mit der feststehenden Kandidatenliste falteten und ohne Benutzung der Wahlkabine in die Wahlurne steckten. Nachdem in einigen Wahllokalen bereits 1986 von oppositionellen Beobachtern Fälschungen von Wahlergebnissen beobachtet worden waren, sollten derartige Kontrollen nun systematisch in allen Regionen der DDR durchgeführt werden. Bereits ab Frühsommer 1988 riefen verschiedene, darunter vor allem kirchliche Gruppen wie der Initiativkreis „Absage an Praxis und Prinzip der Abgrenzung“ der Berliner Bartholomäusgemeinde oder der Arbeitskreis „Solidarische Kirche“ Christen in der DDR dazu auf, sich aktiv in die Vorbereitung der Kommunalwahlen am 7. Mai 1989 einzumischen.
Die SED setzte umgekehrt auf eine möglichst eindrucksvolle Wahlbestätigung und traf dafür Vorkehrungen. So wurden Ausreise-Antragsteller, bekannte Oppositionelle und Nichtwähler vorangegangener Wahlen aus den Wählerlisten gestrichen, ebenso mehr als 80.000 Frauen und Männer, die bis Mitte April 1989 ihre Nichtteilnahme an den Wahlen bekannt gemacht hatten. Außerdem wurden bereits seit Januar verstärkt Ausreisewillige in die Bundesrepublik entlassen, von denen öffentliche Aktionen gegen die Wahlen und eine Mobilisierung Gleichgesinnter erwartet wurden. Andererseits gab es im Vorfeld das Bemühen, dieser Wahl einen besonderen demokratischen Anstrich zu geben. Die Bürger wurden aufgefordert, ihre Anliegen in die Ausschüsse der Nationalen Front einzubringen und sich an der Aufstellung der Wahlvorschläge zu beteiligen. Versuche von unabhängigen Gruppen, tatsächlich andere Kandidaten mit aufstellen zu lassen, scheiterten dann aber fast ausnahmslos.
Am Wahltag selbst, dem 7. Mai 1989, kam es zu ungewöhnlichen Erscheinungen: Vielerorts gaben einzelne nur ihre Wahlbenachrichtigungskarten im Wahllokal ab, um ihre Wahlverweigerung zu demonstrieren; vermehrt kam es auch zu neuartiger Schlangenbildung vor den sonst meist ungenutzten Wahlkabinen. Die Wahlbeobachter ermittelten an ihren Standorten eine geschätzte Wahlbeteiligung von 60 bis 80 Prozent (ohne Sonderwahllokale, zu denen ihnen der Zutritt gesetzwidrig verweigert wurde) und Gegenstimmen zwischen drei und 30 Prozent. Als dann vom Vorsitzenden der Wahlkommission Egon Krenz wie üblich eine Wahlbeteiligung von knapp 99 Prozent und gut ein Prozent Gegenstimmen als Wahlergebnis bekannt gegeben wurden, war dies nicht allein für Regimekritiker ein eindeutiger Beweis für die Praxis der Wahlfälschungen. Es gab Stadtbezirke in verschiedenen Großstädten (u. a. Ost-Berlin, Leipzig, Dresden), in denen die unabhängigen Beobachter in einer Auswahl der Wahllokale deutlich mehr Nein-Stimmen gezählt hatten, als es laut offiziellem Ergebnis im gesamten Bezirk gegeben hatte.
Die Folgen waren in den nächsten Wochen eine Vielzahl von Strafanzeigen, Eingaben und Protestaktionen gegen die Wahlfälschung. Der öffentlich vorgetragene Widerstand nahm trotz zahlreicher Verhaftungen ungekannte Ausmaße an, brachte Ausreisewillige und interne Oppositionskräfte zusammen und wurde zu einem regimekritischen Dauerbrenner, z. B. in Form der danach an jedem Monatssiebten auf dem Berliner Alexanderplatz organisierten Protestdemonstration. „Offenkundig hatte sich das Drohpotential des Regimes unterhalb offener Gewaltanwendung zu einem Teil erschöpft. Zugleich gab die Wahlkontrollbewegung den Anstoß, individuelle Unzufriedenheit und Vereinzelung zugunsten kollektiven Handelns zu überwinden. Mit der Kommunalwahl suchte das Regime Bestätigung und beförderte stattdessen seinen Untergang.“

### Ausreisebewegung über Ungarn und die Tschechoslowakei

Gedenktafel am Hauptbahnhof Dresden, mit Hinweis auf die Bildung der Gruppe der 20 (Dresden)

In der DDR zählten Reisen ins „nichtsozialistische Ausland“ zu jenen Privilegien, die neben Rentnern hauptsächlich SED-nahen Reisekadern sowie außendarstellungswirksamen und als einigermaßen linientreu eingeschätzten Künstlern und Hochleistungssportlern für Auftritte bzw. Wettkämpfe gewährt wurden. Außerdem gab es fallweise die Reisegenehmigung in dringenden Familienangelegenheiten – nach Prüfung durch staatliche Stellen in der Regel als Einzelreisen unter Zurücklassung der Restfamilie in der DDR. „Die Reisenden erreichten fast durchweg als touristische Sozialfälle die Bundesrepublik. Einmal im Jahr durfte man als Reisender 15 Ostmark in 15 DM bei der Staatsbank der DDR umtauschen.“ Ansonsten war man auf die Unterstützung bundesdeutscher staatlicher Stellen (Begrüßungsgeld) und vor allem auf Verwandte, Freunde und Bekannte im Westen angewiesen.

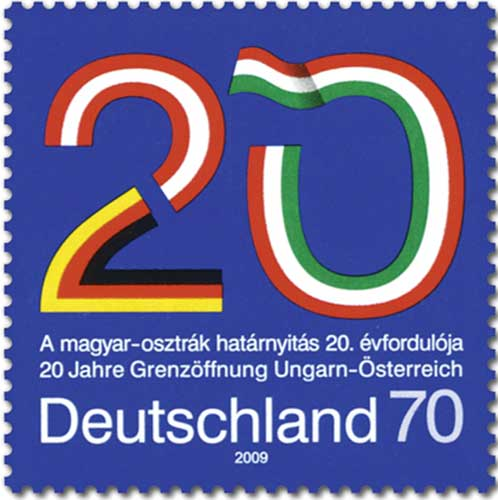
20 Jahre Grenzöffnung Ungarn–Österreich: Deutsche Briefmarke von 2009, eine Gemeinschaftsausgabe mit Österreich und Ungarn

Das ernsthafte Begehren, die DDR mit Familie, Hab und Gut auf Dauer zu verlassen (im offiziellen Sprachgebrauch „Ständige Ausreise“ genannt), war außer im Falle äußerst restriktiv gehandhabter „humanitärer Gründe“ wie hauptsächlich der Familienzusammenführung nicht gelitten und führte bei den Betreffenden zu gesellschaftlicher Ausgrenzung und Benachteiligung. Ein etwa mit Berufung auf die UN-Menschenrechtscharta oder die entsprechenden KSZE-Garantien gestellter Ausreiseantrag wurde nicht im Sinne eines Verwaltungsverfahrens bearbeitet und galt bis zur Fixierung einer entsprechenden Rechtsgrundlage am 30. November 1988 als rechtswidrig. Wer die bekannten schikaneartigen Folgen eines solchen Antrags dennoch auf sich nahm, musste normalerweise mit jahrelangen Wartezeiten rechnen bzw. sich von der Bundesrepublik freikaufen lassen.
Bis 1989 bestand zwischen den Ländern des Ostblocks eine wirksame Vereinbarung, Bürgern der „Bruderstaaten“ die Ausreise in Drittländer zu verwehren. Reiselustige aus der DDR kamen ans Schwarze Meer, in den Kaukasus und zuweilen auch weit über Moskau hinaus nach Osten, aber auch von dort aus nicht in den „Westen“. Entdeckte Fluchtversuche, z. B. über Ungarn nach Österreich, endeten mit der Auslieferung der Aufgegriffenen an die DDR, die in der Regel mehrjährige Haftstrafen wegen „versuchten ungesetzlichen Grenzübertritts“ bzw. „Republikflucht“ verhängte. Wem es hingegen als DDR-Bürger gelang, eine Botschaftsvertretung der Bundesrepublik Deutschland in einem Ostblockland zu erreichen, der hatte Hoffnung, über kurz oder lang ausreisen zu können, weil es seitens der Bundesrepublik keine offizielle Anerkennung einer eigenen DDR-Staatsbürgerschaft gab und eine Zuständigkeit dieser Vertretungen auch für diese Deutschen noch immer galt.
Als das in Reformen begriffene Ungarn im Laufe des Jahres 1989 die militärische Sicherung der eigenen Grenzen – auch wegen eigener wirtschaftlicher Interessen – zunächst lockerte und schließlich aufgab, öffnete sich damit eine Schleuse für ostdeutsche Ausreisewillige.

„Der ‚Eiserne Vorhang‘ zwischen Ost und West hob sich, zwar langsam, aber von nun an unumkehrbar. Der ungarische Außenminister Gyula Horn und sein österreichischer Amtskollege Alois Mock zerschnitten am 27. Juni symbolisch den ungarischen Stacheldrahtzaun an der Grenze in der Nähe von Sopron. Grenzkontrollen blieben bestehen, aber der symbolische Akt dokumentierte vor der Weltöffentlichkeit die Öffnung.“

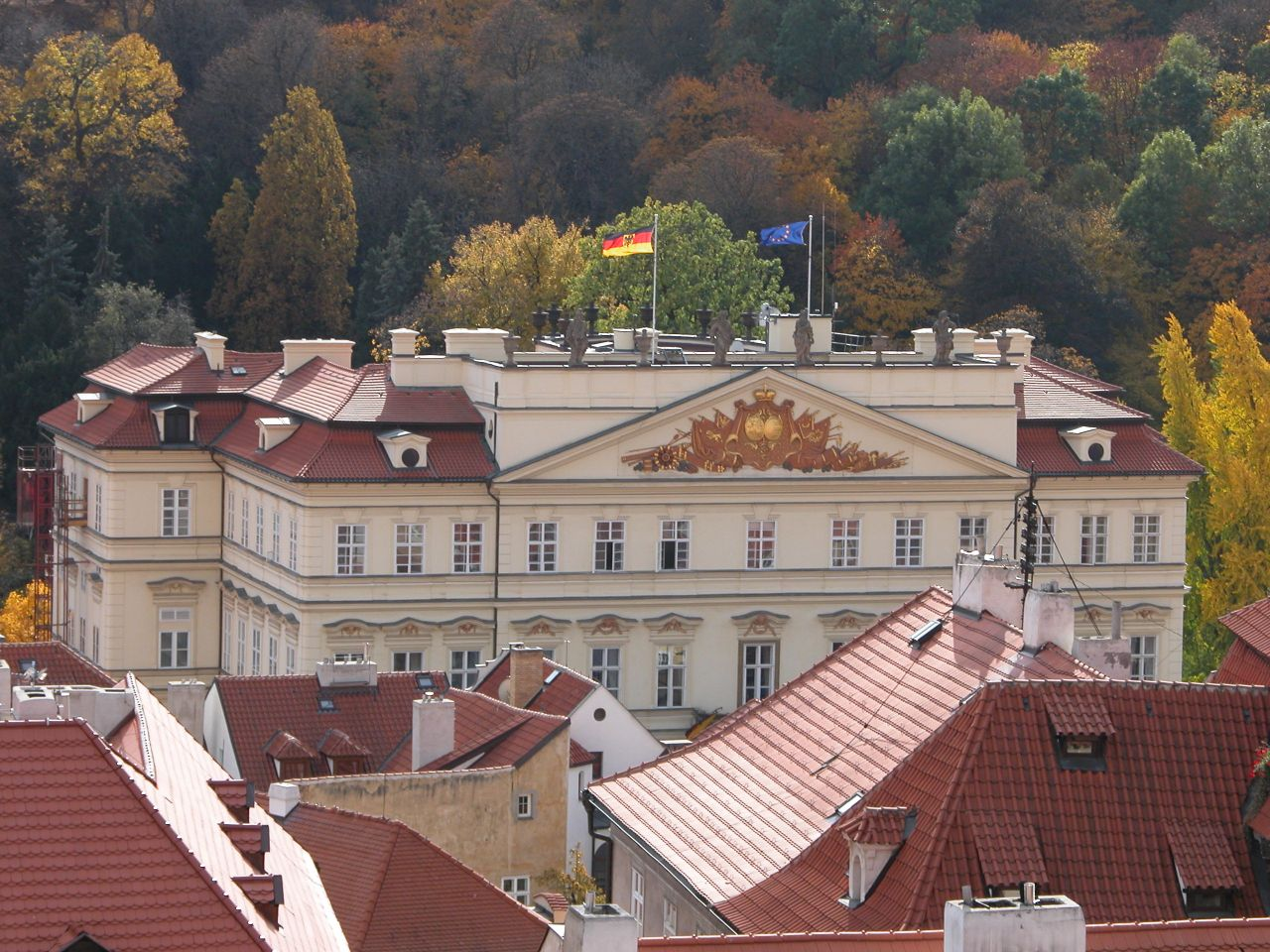
Deutsche Botschaft in Prag, 2005

Als Anfang Juli in der DDR die zweimonatigen Sommerferien begannen, machten sich mehr als 200.000 DDR-Bürger auf den Weg nach Ungarn, die meisten nur des Urlaubs wegen, Tausende aber auch auf der Suche nach einer Fluchtgelegenheit. Ein „Paneuropäisches Picknick“ am 19. August bei Sopron, das neuen Perspektiven für ganz Europa gewidmet war, wurde von 800 bis 900 Ostdeutschen zur Flucht nach Österreich genutzt. In der ersten Augusthälfte hatte sich herumgesprochen, dass die Ungarn in die Pässe abgefangener Flüchtlinge keinen Vermerk mehr eintrugen und die DDR-Behörden folglich keine Sanktionsmaßnahmen mehr ergreifen konnten. So kamen viele nach Ungarn gefahren, „ließen ihre sperrholz- und plasteverkleideten Zweitakt-Trabants einfach stehen und schlugen sich durch die Wälder.“
Nachdem Ungarn am 11. September die Grenze für im Land befindliche DDR-Flüchtlinge offiziell geöffnet hatte, flohen binnen drei Tagen 15.000 Menschen und bis zum Monatsende noch einmal fast 20.000. Nun aber wurden Ungarn-Reisen von DDR-Behörden nicht mehr genehmigt, worauf die bundesdeutschen Botschaften von Prag und Warschau mit Fluchtwilligen überfüllt wurden. Da der Andrang bald erhebliche hygienische Probleme bis hin zur Seuchengefahr mit sich brachte und die tschechoslowakische Regierung es schließlich ebenfalls ablehnte, für die Lösung der Probleme der DDR einzustehen, stimmte Honecker schließlich zu, die Flüchtlinge ausreisen zu lassen, unter der Bedingung ihrer Ausbürgerung während der Zugfahrt in der DDR. Bundesaußenminister Hans-Dietrich Genscher verkündete am 30. September 1989 auf dem Balkon der Prager Botschaft die Ausreise der Botschaftsflüchtlinge, worauf die Flüchtlingszüge aus Prag auf Druck Honeckers über DDR-Territorium fahren mussten. Aus der deutschen Botschaft Prag verließen etwa 4.700 Menschen die DDR, aus der Warschauer Botschaft 809.
Am 3. Oktober drängten wieder 6000 Menschen auf das Gelände der Prager Botschaft, weitere Tausende befanden sich auf dem Weg dahin. Erneut griff die DDR-Führung zu der Lösung der Zugausreise via DDR. Doch ließ sie nun auch die Grenze zwischen DDR und ČSSR schließen, was zu neuerlicher Empörung insbesondere bei den an der Grenze Abgewiesenen führte. Von Bad Schandau aus kehrten sie nun zurück nach Dresden, wo die Züge mit den Botschaftsflüchtlingen erwartet wurden. Hier kam es zu Protestaktionen und gewalttätigen Auseinandersetzungen mit Polizeikräften und eigens angeforderten NVA-Spezialeinheiten, an denen nicht nur Ausreisewillige, sondern auch bleibewillige Oppositionelle beteiligt waren.
Einen wegweisenden Impuls zur Deeskalation setzte am 8. Oktober der Kaplan Frank Richter, als er Polizisten und Demonstranten dafür gewinnen konnte, aus der Konfrontation heraus sich zu setzen, um Verhandlungen zu ermöglichen. 20 Demonstranten wurden für Gespräche mit dem Dresdner Oberbürgermeister Berghofer ausgewählt, der sich – ebenfalls auf Grund kirchlicher Vermittlung – dazu bereiterklärte.
Die Vorgänge in Dresden zeigten beide großen oppositionellen Strömungen geeint; die eine verfolgte das Ziel: „Wir wollen raus!“, die andere hielt dagegen: „Wir bleiben hier!“ Charles S. Maier schließt: „Die immer größere Zahl der Fliehenden brachte diejenigen, die nicht bereit waren, sich selbst zu entwurzeln, dazu, Reformen zu fordern, die ihr Bleiben rechtfertigen würden.“

### Eine sich neu formierende Opposition
Parallel zu den anschwellenden Strömen von DDR-Flüchtlingen im Sommer 1989 und zu der sich unter den Augen der Weltöffentlichkeit ständig wandelnden Schlupflochsituation kam es zu einer Neuformierung und starken Verbreiterung der reformorientierten oppositionellen Kräfte in der DDR. Als Folge davon entstand eine Vielzahl neuer und aus SED-Sicht politisch subversiver Organisationen, beginnend mit der Gründung des Neuen Forums am 9./10. September 1989, das sich rasch einer unerwartet großen Unterstützung erfreute. Zu den damals bekannten Gründern gehörten Katja Havemann, Rolf Henrich und Bärbel Bohley.
Ausdrücklich nicht als Partei, sondern als „politische Plattform“ konstituierte sich das Neue Forum und wies in seinem Gründungsaufruf auf eine gestörte Kommunikation zwischen Staat und Gesellschaft hin. Es forderte einen öffentlichen Dialog „über die Aufgaben des Rechtsstaates, der Wirtschaft und der Kultur“. Man wünschte eine Erweiterung des Warenangebots und eine bessere Versorgung, hatte aber zugleich Bedenken wegen der Kosten und der ökologischen Folgen. Wirtschaftliche Initiative hieß es zu fördern, einer Ellenbogengesellschaft aber galt es entgegenzutreten. Scharfe Kritik enthielt der Satz: „Wir wollen vor Gewalt geschützt sein und dabei nicht einen Staat von Bütteln und Spitzeln ertragen müssen.“
Der Aufruf des Neuen Forums bewirkte, dass weitere Oppositionszirkel nun auch mit ihren je spezifischen Forderungen und politischen Zukunftsvisionen organisiert vor die Öffentlichkeit traten. Für einen demokratisch reformierten DDR-Sozialismus mit christlichen und zivilisationskritischen Akzenten, auch gegen die westliche Konsumgesellschaft gerichtet, trat die Neugründung Demokratie Jetzt ein, der u. a. Wolfgang Ullmann und Konrad Weiß angehörten. Als weitere politische Formation trat am 1. Oktober der Demokratische Aufbruch mit den als Regimekritikern bereits erprobten Theologen Rainer Eppelmann und Friedrich Schorlemmer an. Die von Edelbert Richter wesentlich bestimmte Ausgangsprogrammatik kennzeichnet der Mitgründer Ehrhart Neubert als „Spagat zwischen einer konsequenten Liberalisierung, der Gewaltenteilung, der Entideologisierung des Staates sowie der Pluralisierung der Eigentumsformen und dem Beharren auf einem sozialistischen Charakter der anzustrebenden demokratischen Gesellschaftsordnung“. Viele der neuen Gruppierungen gründeten sich bewusst nicht als Parteien, sondern benutzten Begriffe wie Forum, Liga, Verband oder Bewegung, was sich dann im Konzept der Bürgerbewegung niederschlug. Man legte Wert auf Basisdemokratie, Öffentlichkeit und Transparenz von Entscheidungsfindungen, auch interessierte Nicht-Mitglieder sollten mitarbeiten und teilweise mitentscheiden können. Aufrufe, oft kombiniert mit Kontaktadressen und Unterschriftenlisten, wurden zunächst von Hand zu Hand weitergereicht, in manchen Betrieben auch bald ausgehängt.
Von eigener Bedeutung war die Neugründung einer Sozialdemokratischen Partei (SDP) am 7. Oktober 1989, dem 40. Jahrestag der DDR-Gründung, die nach längerer Anlaufphase unter Führung der evangelischen Theologen Martin Gutzeit und Markus Meckel zustande kam:

„Der 7. Oktober als Gründungstag war bewusst gewählt. Die kleine Gruppe Oppositioneller, die sich zu diesem gewagten Schritt entschlossen hatte, vermutete zu Recht, dass die Sicherheitsorgane an diesem Tag vor allem in Berlin zu tun haben würden. Sie versteckten sich ein paar Tage vorher, um einer möglichen Verhaftung zu entgehen, und trafen dann am 7. Oktober wieder in Schwante zusammen. Die Rechnung ging auf. Keiner wurde verhaftet. Man verabschiedete ein Programm, wählte einen Vorstand und wollte nun möglichst schnell neue Mitglieder aufnehmen. Eine Partei sollte es sein, nicht nur eine Plattform wie das Neue Forum. Das war eine offene Kampfansage an die SED, bei deren Gründung 1946 die damalige SPD im Osten Deutschlands von der Kommunistischen Partei vereinnahmt worden war.“

Tatsächlich waren die DDR-Sicherheits- und Überwachungsorgane seit den ersten Oktobertagen mit der „Ausreise“ der Botschaftsflüchtlinge und den an Umfang und Reichweite zunehmenden Protestaktionen vollauf beschäftigt.

## Wochen der Entscheidung im Oktober und November
Die DDR-weite Formierung einer Opposition gegen das SED-Regime, die sich in neuen Organisationen, aber vor allem in wachsender Demonstrationsbereitschaft der Menschen zeigte, wurde für die Regierungsverantwortlichen, die schon mit dem Ausreiseproblem überlastet waren, zu einer zusätzlichen Bedrohung. Staatssicherheitschef Mielke fragte bereits in einer Dienstbesprechung mit Offizieren am 31. August 1989: „Ist es so, dass morgen der 17. Juni ausbricht?“ Ähnliche Befürchtungen bestanden umgekehrt auch auf Seiten der Opposition, und in der SED-Spitze tat man alles, um ihnen zur Abschreckung reichlich Nahrung zu geben.

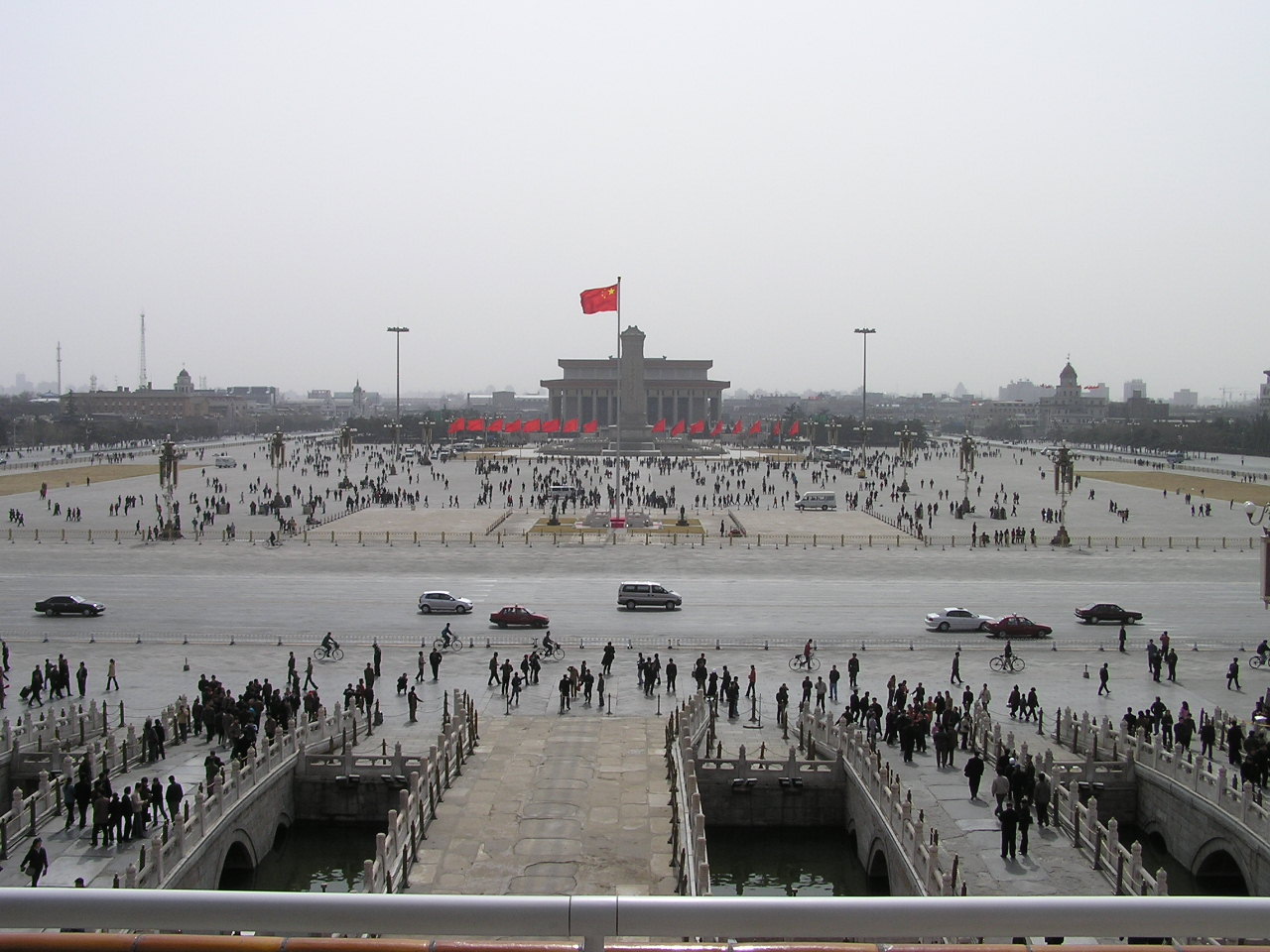
Tian’anmen-Platz, Peking (2004)

Dabei bediente man sich vor allem der Vorgänge, die sich im zeitlichen Umfeld der DDR-Kommunalwahlen in der Volksrepublik China zugetragen hatten. Eine oppositionelle Studentenbewegung hatte dort in Peking am 17. April 1989 auf dem Tian’anmen-Platz für Reformen demonstriert. Anlässlich des Staatsbesuchs von Gorbatschow in Peking, der Pressevertreter aus aller Welt anzog, kamen vom 15. bis 18. Mai annähernd eine Million Menschen zu Protesten zusammen. Einen Tag nach Gorbatschows Abreise aber wurde das Kriegsrecht verhängt, und in der Nacht vom 3. auf den 4. Juni 1989 kam das chinesische Militär mit Panzern gegen die Opposition zum Einsatz und richtete das Tian’anmen-Massaker an. Die gewaltsame Ausschaltung der Opposition forderte tausende Todesopfer und zehntausende Verletzte im ganzen Land.
In der DDR wurde diese Art der Konfliktlösung offiziell begrüßt. Das „Neue Deutschland“ titelte am 5. Juni: „Volksbefreiungsarmee Chinas schlug konterrevolutionären Aufruhr nieder“. In einer Erklärung der Volkskammer hieß es, Ordnung und Sicherheit seien gegen die „Ausschreitungen verfassungsfeindlicher Elemente“ wiederhergestellt worden. Für die SED-Parteispitze bekräftigte Egon Krenz mehrfach öffentlich die klassenkämpferische Standhaftigkeit der chinesischen Kommunisten.

„Ein chinesischer Propagandafilm, der die blutige Niederschlagung dokumentierte, wurde mit fürchterlichen, inhumanen Kommentaren gleich zweimal im DDR-Fernsehen ausgestrahlt. Viele Menschen waren entgeistert, denn sie kannten die meisten der gezeigten Bilder aus dem Westfernsehen – nur dass sie dort anders, der Wahrheit entsprechend, kommentiert worden waren.“

In den Wochen von Anfang Oktober bis zur Grenzöffnung im November 1989 war für Beteiligte und Beobachter durchaus unklar, ob die DDR-Führung ihr Heil nicht zuletzt auch in einer „chinesischen Lösung“ suchen würde. Für den 6. bis 9. Oktober wurde die Nationale Volksarmee der DDR vorsorglich in „erhöhte Gefechtsbereitschaft“ versetzt.

### Feiern zum 40. Gründungstag der DDR

Teilnehmer des FDJ-Fackelzugs am 7. Oktober, Ost-Berlin, Unter den Linden

Die am 7. Oktober 1989 anstehenden Jubiläumsfeierlichkeiten wollte die SED-Spitze mit ihren Staatsgästen möglichst störungsfrei genießen. Deshalb wurden die Botschaftsflüchtlinge schließlich eilends abgeschoben, und auch ihre Familienmitglieder durften unmittelbar nachfolgen.

„Am ‚Tag der Republik‘ ist das Land mit Großplakaten ‚40 Jahre DDR‘ herausgeputzt. Die wirtschaftlichen und politischen Erfolgsmeldungen sind maßlos. Bis in die kleinsten Orte sind Volksfeste vorbereitet. Ein Auszeichnungs- und Ordensregen ergießt sich über die Republik. Es gibt Bockwurst und Bier für die gute Stimmung und eine gewaltige Militärparade zur Stärkung des Klassenbewusstseins.“

Allerdings war es schon im Vorfeld zu Pannen gekommen: Geladene Festgäste sagten ihre Teilnahme ab, für Ordensverleihungen Vorgesehene blieben der Veranstaltung fern, mancherorts wurden Veranstaltungsvorhaben gestrichen. Am Tag des Jubiläums wurde westlichen Journalisten die Einreise verweigert. Da und dort hatten Gegenveranstaltungen Zulauf. In Friedensgebeten wurde auf den 40. Republikgeburtstag teilweise kritisch Bezug genommen, in Gotha beispielsweise wurden 40 Kerzen als Zeichen der erloschenen Hoffnungen gelöscht.
Nach dem Eindruck des zum Fest angereisten Gorbatschow wurde der Fackelzug der Freien Deutschen Jugend (FDJ) zu einem Menetekel für das SED-Regime:

„Vor den Tribünen, auf denen die Führung der DDR und die ausländischen Gäste Platz genommen hatten, zogen Marschblöcke aus allen Bezirken der Republik vorbei. Ein beeindruckender Anblick: Orchester spielten auf, Trommelwirbel erklang, Scheinwerferlicht strahlte. Wenn die Fackeln aufflackerten, sah man – was vielleicht am eindrucksvollsten war – Tausende und Abertausende junger Gesichter. Man erzählte mir, daß die Teilnehmer an diesem Fackelzug sorgfältig ausgewählt worden waren und daß es sich vorwiegend um Aktivisten der Freien Deutschen Jugend, junge Mitglieder der SED und der ihr nahestehenden Parteien und gesellschaftlichen Organisationen handelte. Um so aufschlußreicher waren die Losungen und Sprechchöre in ihren Reihen: ‚Perestroika!‘, ‚Gorbatschow! Hilf!‘ Aufgeregt trat Mieczysław Rakowski (er und Jaruzelski standen ebenfalls auf der Ehrentribüne) an mich heran: ‚Michail Sergejewitsch, verstehen Sie, was für Losungen sie da schreien?‘ Dann dolmetschte er: ‚Sie fordern: ‹Gorbatschow, rette uns!› Das ist doch das Aktiv der Partei! Das ist das Ende!‘“

Auch abseits der offiziellen Feierlichkeiten gab es vielerorts, wie in Plauen, in der DDR protestgeladene Demonstrationen. Aus der bereits eingeübten, immer am Monatssiebten auf dem Berliner Alexanderplatz stattfindenden Erinnerungsveranstaltung an die Kommunalwahlfälschung im Mai entstand ein Protestzug zum Palast der Republik, wo gerade das Festbankett stattfand. Die auf etwa 3000 Personen angewachsene Menge machte sich z. B. in Sprechchören „Gorbi, Gorbi“, „Keine Gewalt“, „Demokratie – jetzt oder nie“ lautstark bemerkbar, gelangte allerdings nicht unmittelbar an den von Sicherheitskräften abgeriegelten Veranstaltungsort, sondern schwenkte unter dem Druck der aufgebotenen Ordnungskräfte nach Prenzlauer Berg ab, wo in der Gethsemanekirche gleichzeitig über 2000 Menschen versammelt waren.

„Darauf hatten die Einsatzkräfte nur gewartet. Einmal aus dem Stadtzentrum verdrängt, sollte nun ein deutliches Zeichen gesetzt werden. Obwohl von Seiten der Protestierenden immer wieder ‚Keine Gewalt!‘ gefordert – und prinzipiell auch keine ausgeübt – wurde, schlug die Staatsmacht nun entsprechend der zuvor ausgearbeiteten Pläne brutal zu. Einzelne Gruppen wurden eingekesselt, von Schlagstöcken und Wasserwerfern maltraitiert und rüde verhaftet. Mehrere hundert Personen teilten dieses Schicksal.“

Insgesamt 1200 „Zuführungen“ (hier die Verbringung Festgenommener in polizeiliche Einrichtungen) registriert Kowalczuk in diesem Zusammenhang, darunter auch völlig Unbeteiligte. Die meist binnen 24 Stunden wieder auf freien Fuß gesetzten Betroffenen berichteten von schlimmen Misshandlungen wie Schlagen, Treten, Bespucken oder Verweigerung der Notdurft über Stunden. Anders als bei anderen Protestschauplätzen der DDR waren die Ostberliner Ereignisse des Republikgeburtstags Gegenstand unmittelbarer Berichterstattung der Westmedien. Die SED-Inszenierung stellte sich danach auch für einen Großteil der DDR-Bevölkerung als Fiasko dar.

### Triumph der friedlichen Demonstranten
Als Trendanzeiger für wichtige Verlaufsaspekte der Wendezeit erwiesen sich die Vorgänge in der abseits der großen Schauplätze und des Medienfokus gelegenen vogtländischen Stadt Plauen. Für die Prager Botschaftsflüchtlinge auf dem Weg in die Bundesrepublik wurde an der Bahnstrecke ein Transparent installiert: „Das Vogtland grüßt den Zug der Freiheit.“ Am 4. und 5. Oktober 1989 bildete sich am Bahnhof ein Menschenauflauf, ganze Betriebsbelegschaften winkten den Durchreisenden zu, bevor Sicherheitskräfte den Bahnhof gewaltsam räumten. Für den 7. Oktober kursierte ein Versammlungsaufruf in wenigen mit Schreibmaschine geschriebenen Exemplaren, u. a. durch Jörg Schneider, der das SED-Regime in scharfem Ton angriff und es unter anderem einer bisher beispiellosen „Hetz- und Verleumdungskampagne gegen alle demokratisch gesinnten Kräfte in Europa“ bezichtigte. „40 Jahre lang wurde den Menschen in unserem Staat jegliches Mitspracherecht verweigert, sie wurden politisch und ideologisch verdummt, eingelullt, unmündig gemacht und eingeschüchtert. […] Und schließlich ist auch die Einheit Deutschlands als ganz natürlicher, nie wegzuleugnender Wunsch aller Deutschen, nur in einem geeinten und gleichberechtigten europäischen Haus möglich.“

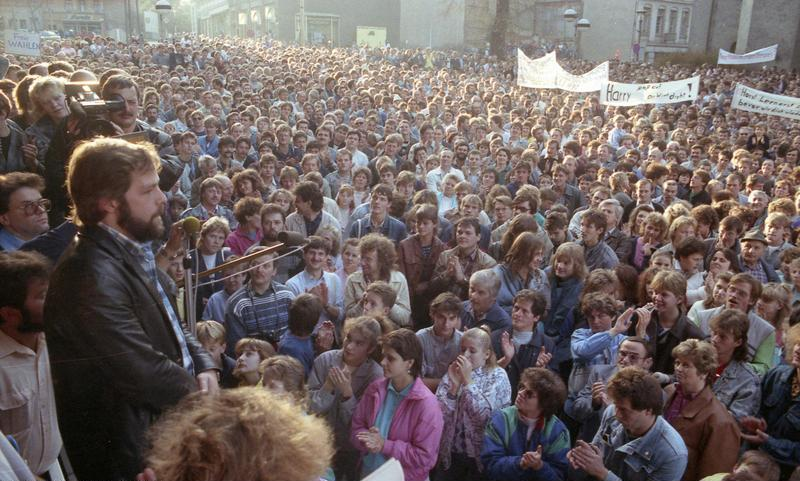
Demonstration vor dem Plauener Rathaus am 30. Oktober 1989

Die Resonanz des Aufrufs war enorm. Auf dem Plauener Theaterplatz wuchs die Menge der Versammelten von einigen Hundert auf mehrere Tausend an. In Sprechchören wurden Rufe nach Freiheit, „Deutschland“ und „Gorbi“ skandiert, dazu die Parole: „Wir bleiben hier!“ Als Bereitschaftspolizei und Kampfgruppen die Demonstrationsteilnehmer einschlossen, ein Polizeihubschrauber sich ihnen von oben näherte und die Feuerwehr Wasser in die Menge spritzte, drohte eine Eskalation. Gegen die schiere Menge anzukommen, war den Sicherheitskräften allerdings kaum möglich, und eine klare Befehlslage gab es auch nicht. Nun bemühte sich Superintendent Thomas Küttler um eine Vermittlung, worauf der Oberbürgermeister den Demonstranten ein Gespräch in der kommenden Woche anbot. Sie gingen heim, skandierten ‚Wir kommen wieder!‘ und taten das auch: jeden Sonnabend bis zum 17. März 1990 vor den Volkskammerwahlen.
Zur DDR-weiten Vorentscheidung für einen friedlich-erfolgreichen Ausgang der Volkserhebung gegen die SED-Machthaber sollten aber vor allem die unterdessen in den Blickpunkt der internationalen Öffentlichkeit gerückten Massendemonstrationen in Leipzig werden. Hier hatten bereits am 2. Oktober über 10.000 Menschen nach den Friedensgebeten in der Nikolaikirche und in der Reformierten Kirche trotz polizeilicher Absperrketten den Gang zur Thomaskirche erzwungen. Honeckers über die Presse verbreiteten Verbalangriffen traten sie mit Sprechchören direkt entgegen: „Wir sind keine Rowdies!“ Diese „holprige sprachliche Verneinung“ wurde dann spontan ins Positive gewendet und damit, so Neubert, der Logos dieser Revolution hervorgebracht: „Wir sind das Volk!“

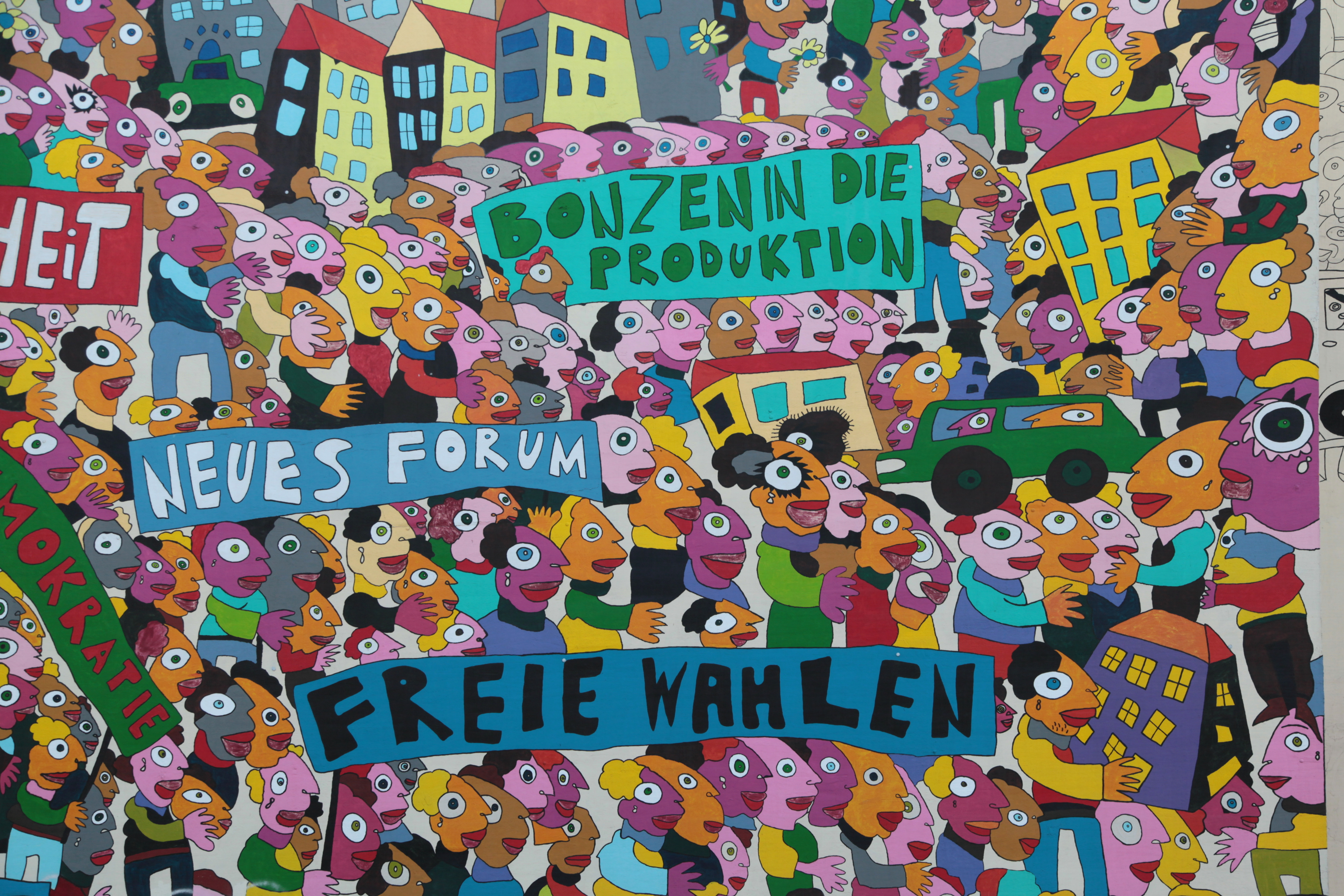
Ausschnitt eines Wandbilds von Michael Fischer-Art in der Leipziger Innenstadt

Bei der folgenden Montagsdemonstration in Leipzig am 9. Oktober 1989, also zwei Tage nach den Jubelfeiern zum 40. Jahrestag der DDR-Staatsgründung, hoffte die SED-Führung zunächst, die Staatsautorität gegen die Aufbegehrenden wiederherstellen zu können. Neben 8000 bewaffneten Einsatzkräften wurden weitere 5000 der SED besonders nahestehende „gesellschaftliche Kräfte“ in Zivil aufgeboten, die sich störend unter die Demonstranten mischen sollten.

„Die Einsatzkräfte hatten zwar die Auflösung der Demonstration geprobt. Dann aber wurden sie von der schieren Masse, der unerwartet hohen Zahl von Demonstranten, die sich nach dem Ende der Friedensgebete zwischen 18:15 und 18:30 Uhr ohne erkennbare Führung in Bewegung setzten, geradezu überrollt. 70.000 Menschen zogen über den gesamten Leipziger Innenstadtring und forderten in Sprechchören die Zulassung des Neuen Forums, Reformen, freie Wahlen und Führungswechsel, ohne dass die Staatsmacht sie daran hinderte. Um 18:35 Uhr war die Einsatzleitung zur ‚Eigensicherung der Einsatzkräfte‘ übergegangen.“

Dass die vorbereitete Erstickung der Montagsdemonstration vom 9. Oktober gar nicht ernsthaft versucht wurde, liegt aber wohl nicht allein daran, dass geplante polizeiliche Maßnahmen wie das Abdrängen, Aufspalten, Einkesseln und die Isolierung von „Rädelsführern“ angesichts der schieren Masse kaum gelingen konnten. Die Atmosphäre dieser Demonstration war auch von einem Appell zur Gewaltlosigkeit beeinflusst. Mitglieder des Arbeitskreises Gerechtigkeit und der Arbeitsgruppe Menschenrechte hatten am vorausgegangenen Wochenende in der Lukasgemeinde bei Christoph Wonneberger einen Aufruf zur Gewaltfreiheit gedruckt. Mit der Verteilung der ca. 25.000 Flugblätter wurde bereits mittags in der Innenstadt begonnen. Der Text richtete sich sowohl an die „Einsatzkräfte“ wie auch an die Demonstrationswilligen ohne den politischen Gegner zu verschweigen:

„Wir sind ein Volk! Gewalt unter uns hinterläßt ewig blutende Wunden! Für die entstandene ernste Situation müssen vor allem Partei und Regierung verantwortlich gemacht werden.“

Zum erstmaligen friedlichen Ausgang einer Leipziger Großdemonstration trug trotz unterschiedlicher Interessen auch der abends über den Stadtfunk in der Leipziger Innenstadt verlesene Aufruf bei. Die drei SED-Bezirkssekretäre Kurt Meyer, Jochen Pommert und Roland Wötzel sowie ein der Staatssicherheit dienstbarer Universitätstheologe, Peter Zimmermann, hatten mit zwei prominenten Künstlern, dem Kabarettisten Bernd-Lutz Lange und dem Gewandhauskapellmeister Kurt Masur, den später Aufruf der Sechs genannten Text verfasst. Darin wurden Dialog, Besonnenheit und die Fortführung des Sozialismus propagiert.
Bis zuletzt unklar blieb die Haltung der Ost-Berliner SED-Spitze, wo sich nach Gorbatschows Einwirken zwischen Krenz und Honecker erhebliche Differenzen bezüglich des weiteren Kurses offenbarten. Als Krenz vom Einsatzleiter Helmut Hackenberg gegen 18:30 Uhr aus Leipzig angerufen wurde, um zu klären, ob das Nichteingreifen gebilligt werde, stellte er einen raschen Rückruf in Aussicht, bestätigte die Richtigkeit des Handelns vor Ort aber erst eine dreiviertel Stunde später, als die meisten Demonstranten bereits den Heimweg angetreten hatten.
Der gewaltfreie Ausgang dieser von vielen Menschen auch außerhalb der DDR mit Spannung erwarteten Demonstration wurde allgemein als Zeichen verstanden, dass es nunmehr auch in der DDR für Reformen auf friedlichem Wege Chancen gab. Die Bereitschaft in der Bevölkerung, dafür auf der Straße und in der Öffentlichkeit aktiv einzutreten, nahm hiernach immer mehr Fahrt auf.

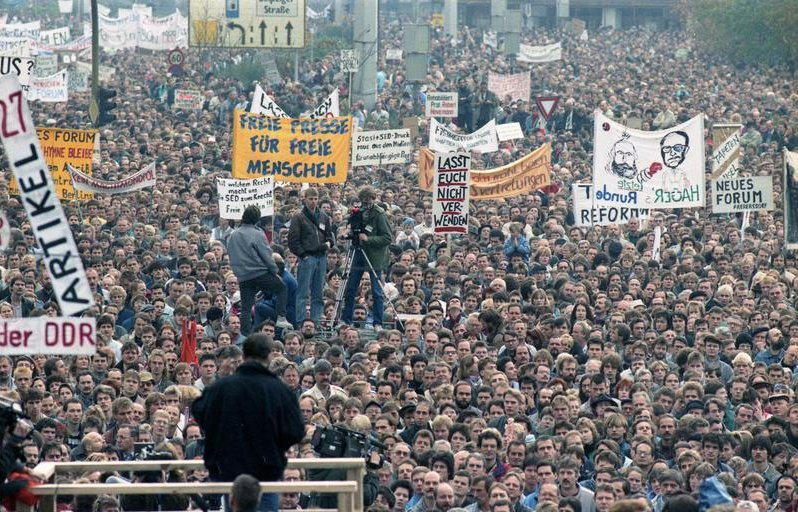
Die Alexanderplatz-Demonstration in Ost-Berlin am 4. November 1989

Die größte Protestkundgebung, die die DDR in ihrer Geschichte überhaupt zu verzeichnen hat, war die Alexanderplatz-Demonstration am 4. November 1989. Geschätzte 500.000 Menschen kamen, als Bürgerrechtler, Dichter, Schauspieler und einige selbstkritische DDR-Funktionäre mit dem SED-Regime abrechneten und ihre Reformforderungen vortrugen. Aufsehen erregte das breite Angebot der auf Transparenten von den Demonstranten mitgeführten Losungen, darunter: „Visafrei bis Hawaii“, „Wende statt Wände“, „Rechtssicherheit ist die beste Staatssicherheit“, „Sägt die Bonzen ab – nicht die Bäume“, „Rücktritt ist Fortschritt“.

### SED-Führung in der Agonie
Bis zum Staatsgründungsjubiläum hatte die SED-Führung mit allen ihr zur Verfügung stehenden Mitteln versucht, Flüchtlingswellen und Reformdruck von innen und außen einzudämmen. Als die Feiern zum 7. Oktober 1989 den gewünschten Effekt verfehlten, war die Ernüchterung durchschlagend. Schon seit dem gesundheitlichen Zusammenbruch Honeckers wegen eines Gallenleidens auf dem Bukarester Gipfel der Regierungschefs des Warschauer Pakts Anfang Juli, wo der Abschied von der Breschnew-Doktrin und das Nichteinmischungsprinzip in die inneren Angelegenheiten der Einzelstaaten gemeinsam offiziell beschlossen worden waren, hatte sich im SED-Politbüro nur noch phrasenhaft überspielte Ratlosigkeit eingestellt angesichts wachsender Widerstände gegen Staatsführung und Parteidiktatur.
Bei der turnusmäßigen Sitzung des Politbüros am 10. und 11. Oktober 1989 standen die Demonstrationen, die Massenflucht und die prekäre wirtschaftliche Lage auf der Tagesordnung. Kurt Hager fühlte sich an den Aufstand vom 17. Juni 1953 erinnert und schlug eine öffentliche Erklärung vor, um in einen Dialog über die seines Erachtens teilweise hausgemachten Probleme zu kommen. Krenz, Mielke und Willi Stoph pflichteten ihm bei, Alfred Neumann verband seine Zustimmung mit einer scharfen Kritik an Günter Mittag, den er für den Verantwortlichen für die prekäre Devisenlage hielt. Honecker dagegen verteidigte die 1971 beschlossene Einheit von Wirtschafts- und Sozialpolitik und sprach sich strikt gegen einen Dialog mit der, wie er meinte, konterrevolutionären Oppositionsbewegung aus. Wie Hermann Axen und Joachim Herrmann führte er die schwierige Situation auf das Wirken äußerer Feinde zurück. Man einigte sich schließlich auf einen Text, der am 11. Oktober im Neuen Deutschland erschien. Darin wurde ein Dialog angekündigt, um „gemeinsam über alle grundlegenden Fragen unserer Gesellschaft [zu] beraten, die heute und morgen zu lösen sind“. Von Reformen war aber ebenso wenig die Rede wie von den Massendemonstrationen, den Oppositionsgruppen und Bürgerinitiativen. Die Menschen in der DDR reagierten auf dieses halbherzige Gesprächsangebot nur noch mit Spott. In der Folge versicherte sich Krenz der Unterstützung anderer Politbüromitglieder für den Sturz Honeckers und trat dessen Nachfolge am 18. Oktober 1989 an. Seine programmatische Antrittsrede vor dem ZK der SED trug er am Abend im DDR-Fernsehen wortgleich noch einmal der DDR-Bevölkerung vor. Über den Schlüsselbegriff hatte er bei der Vorbereitung der Rede mit Wolfgang Herger und Günter Schabowski nachgedacht. Auf die unterdessen populären Begriffe Glasnost und Perestroika verzichtete er für den künftigen Reformkurs nach eigenem Bekunden: „Ich muß einen deutschen Begriff finden, der sowohl eine Hinwendung auf das Bewährte aus 40 Jahren DDR zuläßt als auch deutlich macht, daß wir uns abwenden von allem, was unser Land in die gegenwärtige Situation gebracht hat.“ In der Rede hieß es dann: „Mit der heutigen Tagung werden wir eine Wende einleiten, werden wir vor allem die politische und ideologische Offensive wiedererlangen.“
Diese Rede wurde zum Eigentor, wie Krenz im Rückblick selbst meinte: „Die Leute wollen keine langen Reden mehr hören, die an Parteiberichte erinnern. Sie wollen wissen: Wer trägt die Verantwortung, daß das Land am Abgrund steht? Wo liegen die Ursachen? Wie soll es weitergehen?“ (Krenz ) Dem neuen SED-Generalsekretär Krenz aber – ebenso wie seinem Wende-Begriff – wurde kein Vertrauen in brauchbare Antworten entgegengebracht. Bei dem von Krenz in seiner Rede propagierten Dialogangebot, das der SED „die politische und ideologische Offensive“ zurückgewinnen sollte, scheiterten die Parteivertreter mit ihrer eingeübten Formelsprache gegenüber den die Kritik nun ganz unverblümt äußernden Bürgern oftmals kläglich, sei es in Versammlungssälen oder auf öffentlichen Plätzen. In Dresden gab es Plakate: „Ulbricht log, Honecker log, Krenz log, Dialog.“ Anfang November 1989 gab die SED diese ihren Autoritätsverlust noch beschleunigende Initiative auf.
Perspektivlos schien auch, was nur wenige Spitzengenossen Ende Oktober den Papieren einer von Schürer geleiteten Kommission entnehmen konnten, nachdem Krenz ein „ungeschminktes Bild der ökonomischen Lage“ angefordert hatte. Demnach war eine Offenlegung der DDR-Staatsverschuldung unbedingt zu vermeiden, weil andernfalls die DDR international als zahlungsunfähig angesehen würde. Zur Kreditwürdigkeit eines Landes war nötig, dass die Schuldendienstrate nicht auf mehr als 25 % anwuchs. 1989 betrug die DDR-Schuldendienstrate gemäß Schürers Darstellung 150 %. Einen Ausweg aus der Misere konnte die Kommission nicht aufzeigen: Ein Verschuldungsstopp ließ für 1990 eine Senkung des Lebensstandards um 25–30 % erwarten und würde die DDR unregierbar machen, hieß es.
Die SED-internen Schuldzuweisungen und Absetzungsmaßnahmen blieben unterdessen nicht auf die engsten Honecker-Getreuen beschränkt, sondern richteten sich, von außen angetrieben durch Demonstrationslosungen wie „Vorwärts zu neuen Rücktritten!“ binnen kurzem gegen die gesamte Führung. Am 1. Dezember 1989 strich die Volkskammer den Führungsanspruch der SED aus der DDR-Verfassung. Politbüro und ZK der SED traten unter zunehmendem Druck von außen und innen am 3. Dezember geschlossen zurück, am 6. Dezember auch Egon Krenz als Vorsitzender des Staatsrats.

### Mauerfall und Grenzöffnung

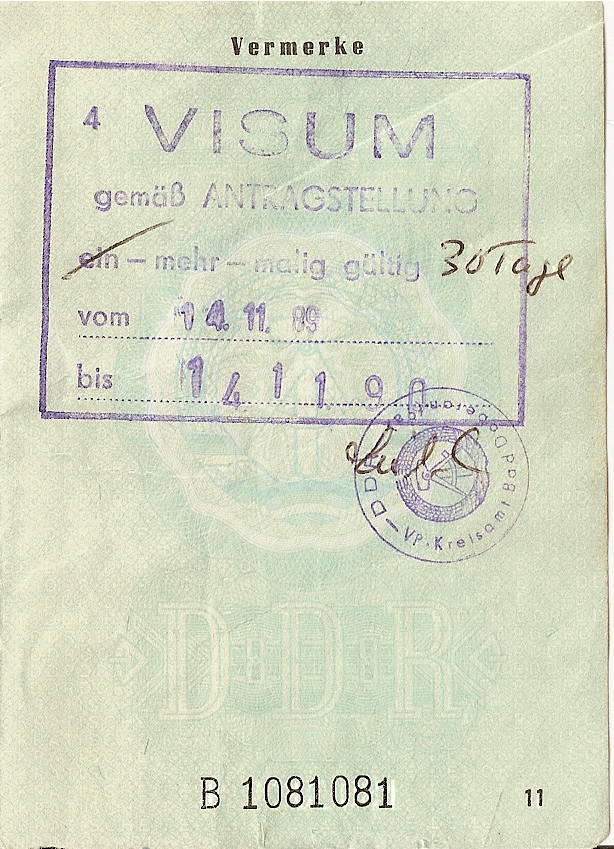
Visum zur Ausreise aus der DDR nach dem Fall der Mauer

Als „spektakuläres, aber dennoch vorhersehbares Ereignis“ ordnete der seinerzeit als Bürgerrechtler und Umweltschützer aktive Potsdamer Matthias Platzeck die Öffnung der DDR-Grenzen am Abend des 9. Novembers 1989 ein. Nachdem die DDR am 1. November visafreie Reisen in die ČSSR wieder zugelassen und zwei Tage später der Öffnung der tschechoslowakischen Grenze zur Bundesrepublik zugestimmt hatte, „konnte sich also jeder Ostdeutsche in Erfurt, Dresden oder Potsdam in seinen Trabi setzen und mit dem Umweg über die ČSSR nach Stuttgart, Köln oder Hamburg fahren. Die Mauer war nur noch das funktionslos gewordene Relikt einer untergegangenen Ära.“

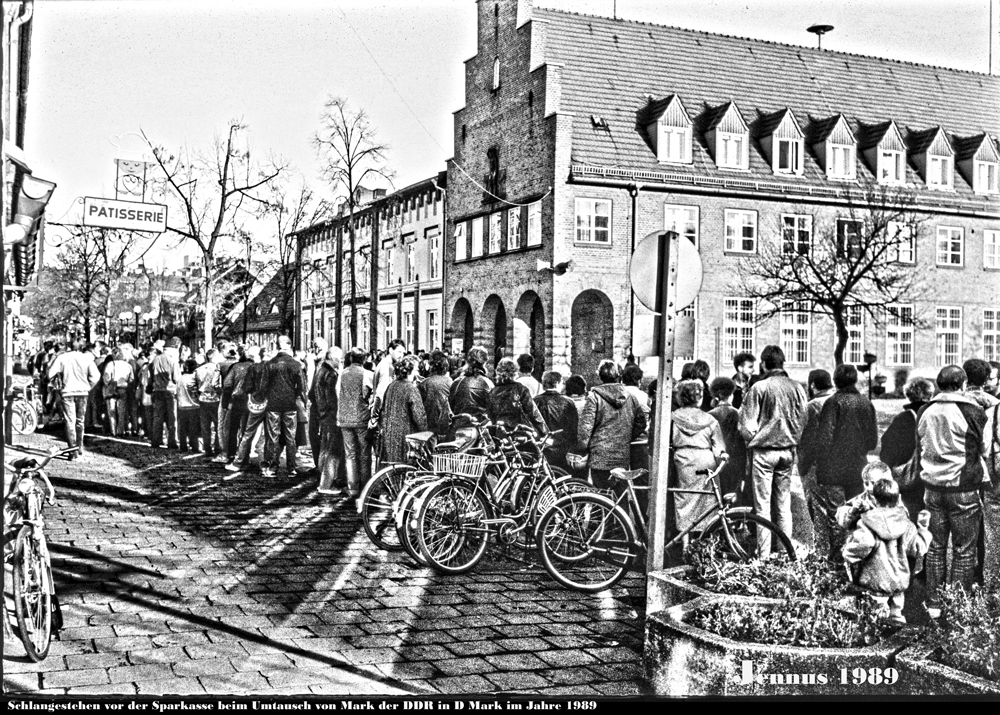
Anstehen zum Umtausch von Mark der DDR in D-Mark vor der Sparkasse in Ludwigslust

So gesehen lag das Unverhoffte des Geschehens eher in Art, Ort und Zeitpunkt des Zustandekommens. Dazu trug der aus den Fugen geratene SED-Machtapparat wesentlich bei. Dass es bei dem Notbehelf der Ausreise über die ČSSR nicht bleiben konnte und dass ein Reisegesetz gebraucht wurde, das auch Rückkehrwilligen einigermaßen zumutbare Bedingungen bieten musste, war den meisten SED-Verantwortlichen inzwischen klar. Ein im Neuen Deutschland am 6. November veröffentlichter Reisegesetzentwurf stieß im Volk und in der Volkskammer auf Ablehnung. Eine neue vorläufige Reiseregelung des Leiters für Pass- und Meldewesen Gerhard Lauter (mit einer Sperrfrist bis 10. November, 4 Uhr), in Zusammenarbeit mit Gotthard Hubrich, Hans-Joachim Krüger (MfS) und Udo Lemme, wurde von Krenz dem ZK der SED vorgelegt, eilig beraten und abgesegnet. Mit einem von Krenz überlassenen, mit einigen Änderungen aus der ZK-Sitzung versehenen Zettel trat der für Pressefragen neuerdings zuständige Schabowski, welcher selbst bei der ZK-Beratung nicht dabei war, am 9. November 1989 vor die internationale Presse und das live zugeschaltete DDR-Fernsehen. Gegen 19 Uhr erklärte Schabowski auf Nachfrage des italienischen ANSA-Korrespondenten Riccardo Ehrman, die Reisemöglichkeit „ohne Vorliegen von Voraussetzungen (Reiseanlässe und Verwandtschaftsverhältnisse)“ aufgrund kurzfristig erteilter Genehmigungen über Grenzübergänge ins Bundesgebiet und nach West-Berlin gelte „sofort, unverzüglich“ – obwohl die neuen Bedingungen noch nicht durch den Ministerrat genehmigt waren und auch erst am Folgetag ab 10 Uhr in Kraft hätten treten sollen.
Die Reaktionen darauf setzten überall prompt ein, da auch über das Westfernsehen verbreitet wurde, die DDR habe das Grenzregime aufgegeben. Der Deutsche Bundestag in Bonn unterbrach seine Abendsitzung für Erklärungen von Bundesregierung und Fraktionsspitzen zur Herstellung der Freizügigkeit in der DDR und sang „Einigkeit und Recht und Freiheit …“. In Ost-Berlin machten sich mehr und mehr Menschen auf den Weg zu den innerstädtischen Grenzübergängen und drängten immer zahlreicher und lauter auf Öffnung. An der Waltersdorfer Chaussee kam es gegen 20.30 Uhr zur ersten Grenzöffnung; bis Mitternacht hatten sich dann die Schlagbäume an allen Berliner Übergängen geöffnet. In diesen und den folgenden Stunden feierten Berliner aus beiden Teilen der Stadt den Mauerfall sowie dies- und jenseits der Grenze ihr Wiedervereinigungsfest nach 28 Jahren der Trennung durch Mauer und Todesstreifen.

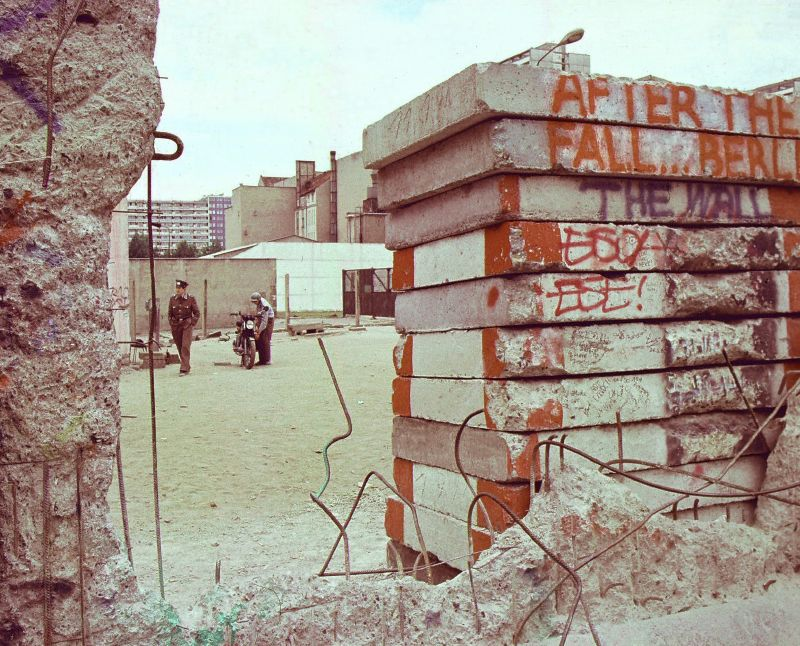
Die Mauer bröckelt in Berlin, 1990

Auch Grenzübergänge in das Bundesgebiet erwiesen sich noch in dieser Nacht für spontan entschlossene DDR-Bürger als passierbar. Den großen Ansturm auch dort brachte das folgende Wochenende, als die zuständigen staatlichen Stellen der DDR mehr als vier Millionen Visa für Westreisen ausstellten.

„Auf den Autobahnen Richtung Westen kam es zu bis zu 100 Kilometer langen Staus. Kinder und junge Leute fuhren mit ihren Skateboards zwischen den stehenden Autos umher. Radio DDR meldete ‚zweihundertprozentige Auslastung der Züge‘ Richtung Hannover. Vor den Sparkassen und Banken der grenznahen Städte der Bundesrepublik bildeten sich lange Schlangen. Alle wollten die 100 DM ‚Begrüßungsgeld‘ abholen, die einer alten Regelung zufolge jeder DDR-Bürger bei seiner ersten Westreise bekam. […] Der Goldene Westen mit seinem überreichen Konsumangebot hatte sich aufgetan. Die Vision von Veränderung der DDR wurde weggefegt von dem Traum, möglichst schnell so zu leben wie im Westen.“

## Politische Konstellationen des Übergangs
Die Öffnung der DDR-Grenzen nach Westen stellte Regierung und Opposition im Osten wie im Westen Deutschlands vor neue Herausforderungen und Perspektiven. Darüber hinaus brachte das Weltereignis des Mauerfalls aber auch die europäischen Nachbarländer und die in Bezug auf Deutschland als Ganzes immer noch mitzuständigen vier Siegermächte des Zweiten Weltkriegs mit in das Spiel der politischen Kräfte. Nach allgemeiner Überzeugung hing das Schicksal des Staates DDR weiterhin wesentlich von der Haltung der Sowjetunion unter Gorbatschow zu den möglichen Zukunftsoptionen ab. Bundeskanzler Kohl hatte, wie er in seinen Erinnerungen schreibt, den sowjetischen Staatschef bei dessen Besuch der Bundesrepublik im Juni 1989 mit der Aussicht konfrontiert, die deutsche Einheit werde auch gegen Widerstände so sicher kommen, wie der Rhein, auf den beide gerade blickten, zum Meer fließe; und Gorbatschow habe darauf nicht mehr widersprochen.
Nach dem 9. November war bei den DDR-weiten Demonstrationen nicht nur ein wachsender Zulauf zu beobachten, sondern auch eine starke Gewichtsverschiebung hinsichtlich der vorherrschenden Losungen: Statt der Losung „Wir sind das Volk!“ trat nun immer mehr „Wir sind ein Volk!“ in den Vordergrund. Ein ungelöstes Problem für Ost wie West blieb die anhaltend hohe Zahl der Übersiedler aus der DDR in die Bundesrepublik, die einerseits destabilisierende Lücken riss und andererseits eine beträchtliche Auffang- und Integrationsanstrengung erforderte. An ihre Mitbürger gerichtet, verlas die über die DDR hinaus bekannte Schriftstellerin Christa Wolf, die bereits am Vorabend der Grenzöffnung zum Bleiben in der DDR aufgefordert hatte, am 28. November im Fernsehen einen Aufruf „Für unser Land“, zu dessen 31 Erstunterzeichnern DDR-Künstler und Bürgerrechtler ebenso gehörten wie kritische SED-Mitglieder. Während der Pressekonferenz am gleichen Tage verlas der Schriftsteller Stefan Heym den Aufruf. Binnen weniger Wochen danach kamen 1,17 Millionen Unterschriften zusammen.
Die Kernpassage lautete:

„Entweder können wir auf der Eigenständigkeit der DDR bestehen und versuchen, mit allen unseren Kräften und in Zusammenarbeit mit denjenigen Staaten und Interessengruppen, die dazu bereit sind, in unserem Land eine solidarische Gemeinschaft zu entwickeln, in der Frieden und soziale Gerechtigkeit, Freiheit des einzelnen, Freizügigkeit aller und die Bewahrung der Umwelt gewährleistet sind. Oder wir müssen dulden, daß, veranlasst durch starke ökonomische Zwänge und durch unzumutbare Bedingungen, an die einflußreiche Kreise aus Wirtschaft und Politik in der Bundesrepublik ihre Hilfe für die DDR knüpfen, ein Ausverkauf unserer materiellen und moralischen Werte beginnt und über kurz oder lang die Deutsche Demokratische Republik durch die Bundesrepublik Deutschland vereinnahmt wird. Noch haben wir die Chance, in gleichberechtigter Nachbarschaft zu den Staaten Europas eine sozialistische Alternative zur Bundesrepublik zu entwickeln. Noch können wir uns besinnen auf die antifaschistischen und humanistischen Ideale, von denen wir einst ausgegangen sind.“

### Die Regierung Kohl/Genscher im Spiel der Kräfte
Am Tag der Maueröffnung in Berlin befanden sich Bundeskanzler Kohl und Außenminister Genscher auf Staatsbesuch in Polen, der dann kurzfristig unterbrochen wurde, damit Kohl direkt vor Ort auf die neue Situation reagieren konnte. Im unmittelbaren Vorfeld dieser Ereignisse hatte er am 8. November im „Bericht zur Lage der Nation im geteilten Deutschland“ neue Bedingungen für eine engere Zusammenarbeit mit der DDR-Führung formuliert: Verzicht auf das Machtmonopol der SED, Zulassung unabhängiger Parteien, freie Wahlen und Aufbau einer marktwirtschaftlichen Ordnung. In einem Telefonat am 11. November mit SED-Generalsekretär Krenz, der die Grenzöffnung und „radikale Reformen“ positiv hervorhob, aber feststellte, die Wiedervereinigung stehe nicht auf der Tagesordnung, verwies Kohl auf das Grundgesetz, räumte aber ein, die Herstellung „vernünftiger Beziehungen“ sei aktuell vorrangig.
Kohl forcierte das Wiedervereinigungsanliegen zunächst in keiner Weise, um erwartbaren Verstimmungen im Ausland nicht Vorschub zu leisten. Sein engster außenpolitischer Berater zu dieser Zeit, Horst Teltschik, schöpfte aber diesbezüglich Zuversicht aus Umfrageergebnissen vom 20. November, wonach 70 Prozent der Bundesbürger für die Wiedervereinigung eintraten und 48 Prozent sie innerhalb von zehn Jahren für möglich hielten. Mehr als 75 Prozent befürworteten finanzielle Hilfen für die DDR, allerdings ohne Steuererhöhungen. Aus einem Gespräch mit Nikolai Portugalow, einem hochrangigen Emissär Gorbatschows, entnahm Teltschik am Folgetag „elektrisiert“, dass Modrows Vorschlag einer Vertragsgemeinschaft zwischen beiden deutschen Staaten auf sowjetischer Seite bereits Planspiele über „Undenkbares“ angeregt hatte: Fragen zur deutschen Wiedervereinigung, zum Beitritt der DDR zur EG und zur Allianzzugehörigkeit.
Teltschik hielt nun den Zeitpunkt für gekommen, ein Konzept für den Weg zur deutschen Einheit zu entwickeln und Kohl damit die „Meinungsführerschaft“ in der Wiedervereinigungsfrage zu verschaffen. In dem mit seinem Einverständnis entwickelten 10-Punkte-Plan brachte Kohl noch Korrekturen an und trug ihn für fast alle überraschend am 28. November 1989 im Deutschen Bundestag vor: Von Sofortmaßnahmen sollte der Weg über eine Vertragsgemeinschaft und die Entwicklung konföderativer Strukturen am Ende in eine Föderation münden.
Der Plan löste im Bundestag bis in die Opposition hinein zunächst breite Zustimmung aus, außer bei den Grünen, die ähnlich wie die meisten DDR-Bürgerrechtler die Eigenständigkeit der DDR auf einem „dritten Weg“ guthießen. Teils skeptisch und gespalten zeigte sich die SPD. Während der frühere Berliner Regierende Bürgermeister und Altkanzler Willy Brandt schon am 10. November 1989 die Formel prägte: „Jetzt wächst zusammen, was zusammengehört“, thematisierte der bald zum SPD-Kanzlerkandidaten gekürte Oskar Lafontaine die DDR vor allem unter dem Aspekt unkalkulierbarer Finanzrisiken und einzudämmender Übersiedlerzahlen. Außenminister Genscher (F.D.P.) hielt mit Blick auf die multilaterale Einbindung und die europäische Integration primär ein behutsames Vorgehen in der deutschen Frage für nötig und musste sich doch, stellvertretend für den Bundeskanzler, ein hartes Statement Gorbatschows zu diesem allseitig unabgestimmten Alleingang Kohls anhören.
Auf privater und regionaler Ebene setzten noch 1989, vermittelt durch unzählige Begegnungen und Kontakte, erste Hilfsmaßnahmen westdeutscher kirchlicher und kommunaler Initiativen ein, die zu vielerlei Ost-West-Partnerschaften auf unterer Ebene führten: Wiederherstellung verrotteter Straßen und Brücken im Grenzübergangsbereich, technische Hilfen für kommunale Verwaltungen; auf Länderebene zuerst die sogenannte „Hessen-Hilfe“ für Thüringen und eine ähnliche Hilfszusage aus Bayern für Sachsen (Länder, die im Sinne der juristischen Person zu diesem Zeitpunkt (Dezember 1989) gar nicht existierten).

### DDR-Entwicklung unter internationaler Beobachtung
Die Entwicklung in der DDR beschäftigte außer der Moskauer Führung auch die drei westalliierten Siegermächte Frankreich, Großbritannien und die USA. Auch bei der britischen Premierministerin und beim französischen Staatspräsidenten löste Kohls 10-Punkte-Plan-Vorstoß zunächst schwerwiegende Irritationen aus. Margaret Thatcher sah die internationale Stabilität gefährdet und schürte Misstrauen bezüglich der Friedfertigkeit eines geeinten und wiedererstarkten Deutschlands. François Mitterrand sah die Gefahr, dass die Bundesregierung ihre enge Bindung an den europäischen Integrationsprozess aufgeben und sich nur noch auf die nationalen Belange und Machtambitionen verlegen könnte. Mit Gorbatschow suchte er Anfang Dezember 1989 Einigkeit darüber zu erzielen, „dass sich der gesamteuropäische Prozess schneller entwickelt als die deutsche Frage und dass er die deutsche Entwicklung überholt. Wir müssen gesamteuropäische Strukturen bilden.“
Angesichts frostiger Begegnungen auch im EG-Rahmen sah die Bundesregierung ein auf sowjetische Initiative abgehaltenes Botschaftertreffen der vier alliierten Siegermächte im Berliner Gebäude des Alliierten Kontrollrats am 11. Dezember 1989 als demonstrativen Affront. Rückhalt bot dem Bundeskanzler zu diesem Zeitpunkt einzig die US-Regierung unter George Bush, die zwar mahnte, man dürfe Gorbatschow im Tempo nicht überfordern, die aber für eine mögliche deutsche Wiedervereinigung bereits am Tag nach Kohls 10-Punkte-Plan die eigenen Interessen von Außenminister James Baker in vier Prinzipien zusammenfassen ließ:
1. ergebnisoffene Verwirklichung des Prinzips der Selbstbestimmung;
2. schrittweiser Prozess ohne Überstürzung;
3. Unverletzlichkeit der Grenzen in Europa;
4. Zugehörigkeit eines vereinten Deutschlands zur NATO und zur Europäischen Gemeinschaft.[113]

Nach allen Richtungen hin ausschlaggebend erwies sich letztlich, wie die Menschen in der DDR ihr Selbstbestimmungsrecht wahrnahmen. Franzosen und Engländer sprachen sich in Umfragen mit deutlicher Mehrheit dafür aus, den Deutschen die Wiedervereinigung, wenn gewünscht, zu ermöglichen. Treibende Kraft der Entwicklung war die DDR-Bevölkerung und nicht die Bundesregierung, die selbst von der Dynamik der Vorgänge überrascht wurde und reagieren musste. Darauf konnte Bundeskanzler Kohl in der weiteren Entwicklung stets verweisen, ohne den eigenen Gestaltungsspielraum aufzugeben. Dem Staatsbesuch Mitterrands in der DDR vom 20. bis zum 22. Dezember 1989 und dessen Konsultationen mit Ministerpräsident Modrow kam Kohl gezielt zuvor. Bei seinem Besuch in Dresden am 19. Dezember, der dem Meinungsaustausch und der Klärung von Positionen gegenüber Modrow diente, sprach Kohl am Abend vor 100.000 Menschen, die in Jubel ausbrachen, als er in seine außenpolitisch bedachtsame Rede einflocht: „Mein Ziel bleibt – wenn die geschichtliche Stunde es zulässt – die Einheit unserer Nation.“ Die Rede gilt heute als ein Schlüsselereignis zur Überzeugung der politischen Mächte im Ausland.
Als Mitterrand mit Blick auf die in raschem Wandel begriffenen Verhältnisse in der DDR realisierte, dass die Eigendynamik der Entwicklung von außen kaum zu steuern war, suchte er über die Bundesregierung ein absehbar kommendes geeintes Deutschland vor allem auf zweierlei Weise zu verpflichten, auf die endgültige Anerkennung der polnischen Westgrenze und auf eine beschleunigte europäische Integration durch Schaffung einer Währungsunion. Verständigungssignale sendete die sowjetische Führung im Januar 1990, indem wegen akuter Versorgungsengpässe um Lebensmittellieferungen der Bundesrepublik nachgesucht wurde. Als einen Monat darauf, am 10. Februar 1990, Bundeskanzler Kohl und seine Berater zu Konsultationen mit Gorbatschow nach Moskau flogen, gab dieser den Weg zur deutschen Einheit frei. Horst Teltschik notierte: „Es gebe zwischen der Sowjetunion, der Bundesrepublik und der DDR keine Meinungsverschiedenheiten über die Einheit und über das Recht der Menschen, sie anzustreben. Sie müssten selbst wissen, welchen Weg sie gehen wollten. Die Deutschen in Ost und West hätten bereits bewiesen, daß sie die Lehren aus der Geschichte gezogen hätten und von deutschem Boden kein Krieg mehr ausgehen werde.“

### Regierung Modrow und Runder Tisch
Nach seiner Wahl zum Ministerpräsidenten in der Volkskammer am 13. November 1989 bekräftigte Hans Modrow in seiner Regierungserklärung vom 16. November, dass die Wiedervereinigung für die DDR nicht auf der Tagesordnung stehe. Doch wurde auch er schnell von den neuen Konstellationen getrieben; zudem erwiesen sich die alten Mittel und Kader als hinderlich für die Lösung der drängenden Probleme:

„Die Abteilungen des Apparates im Zentralkomitee waren völlig verunsichert. Der Führung durch das Politbüro und vor allem durch das Sekretariat des ZK enthoben, breiteten sich Hilflosigkeit und Nervosität innerhalb der aufgeblähten Strukturen aus. Der alte Gegenstand der Arbeit hatte sich verflüchtigt; jener gewohnte Rhythmus war verloren gegangen, über Wochen an einer einzigen Vorlage herumzubasteln, diese quälend betulich mit den Ministerien und Ministern zu beraten, bevor sie in weiterer inhaltsloser Prozedur der Parteiführung vorgelegt wurde – um dann, nur noch formal, in der Regierung zur Kenntnis genommen zu werden. Weder paßte dieser Stil zur veränderten Sachlage, noch hatten wir Zeit für dieses liebgewonnene Ritual. Das Ergebnis war Unmut, beleidigtes Abwarten, verständnisloser Trotz. Es herrschte eine Atmosphäre zwischen bockigem Gesundbeten und kopfloser Hektik. Genervte Zerstrittenheit, regsam-regloses Getrippel, Forcieren und Blockieren, Vernachlässigung und Dumpfheit; ringsum Gläubige, die ihre Hoffnungen aufgegeben hatten.“

Aus anderer Perspektive zu einem ähnlich lautenden Befund kamen die oppositionellen Gruppen, die seit Ende Oktober Forderungen nach Errichtung eines Runden Tisches erhoben hatten. In einer gemeinsamen Erklärung hieß es am 11. November:

„Angesichts der krisenhaften Situation in unserem Land, die mit den bisherigen Macht- und Verantwortungsstrukturen nicht mehr bewältigt werden kann, fordern wir, dass sich Vertreter der Bevölkerung der DDR zu Verhandlungen am Runden Tisch zusammensetzen, um Voraussetzungen für einer Verfassungsreform und für freie Wahlen zu schaffen.“

Bei der ersten Zusammenkunft des Zentralen Runden Tisches (ZRT) – auch auf lokaler Ebene konstituierten sich zwecks Reform und Kontrolle der örtlichen Verwaltungen zahlreiche Runde Tische – am 7. Dezember definierten die Beteiligten die Funktion der neuen Einrichtung als die eines Beratungs- und Entscheidungsorgans. „Angesichts der ungesicherten Legitimationsverhältnisse in dieser Übergangszeit, [kommentiert Rödder,] war die Institutionenkonkurrenz zwischen Rundem Tisch, Regierung und Volkskammer vorprogrammiert.“ Anders als das polnische Muster für diese Einrichtung, wo die Solidarność-Delegierten der Regierung geschlossen gegenübertraten, setzte sich der ZRT in der DDR aus Vertretern der verschiedenen oppositionellen Neugründungen einerseits sowie Delegierten von SED, Blockparteien und SED-nahen Massenorganisationen andererseits paritätisch zusammen. Als Moderatoren fungierten zur allseitigen Zufriedenheit Kirchenvertreter. Die Kirchenleute verfügten über Erfahrungen bei der Konfliktregulierung und spielten in der Wendezeit vielfach politisch eine wichtige Rolle, auch weil sie eingeübt waren in die Handhabung von Geschäftsordnungen und in die Verhandlung von Anträgen.
Für das reformsozialistische Programm der Regierung Modrow gab es weder innen- noch außenpolitisch genügend Unterstützung. Bei einem Moskau-Besuch Ende Januar 1990 bekannte Modrow gegenüber Gorbatschow: „Die wachsende Mehrheit der DDR-Bevölkerung unterstützt die Idee von der Existenz zweier deutscher Staaten nicht mehr; es scheint nicht mehr möglich, diese Idee aufrechtzuerhalten. […] Wenn wir jetzt nicht die Initiative ergreifen, dann wird sich der eingeleitete Prozeß spontan und eruptiv fortsetzen, ohne daß wir dann darauf noch Einfluß nehmen könnten.“ (Gorbatschow )
Um die Vertrauensbasis für die eigene Regierung wenigstens für die Übergangsphase zu freien Wahlen noch einmal zu erweitern, bot Modrow am 22. Januar den am ZRT vertretenen oppositionellen Gruppen einen Regierungseintritt an. Die Mehrzahl dieser Gruppen verständigte sich daraufhin auf ein Gegenangebot, vom ZRT aus Kandidaten für eine parteiunabhängige Übergangsregierung zu stellen. Modrow betrachtete dies als einen Versuch, seine Regierung zu demontieren und wies am 28. Januar die Vorschläge zurück. Nach längeren Verhandlungen und einer Rücktrittsdrohung Modrows lenkte die Opposition ein und akzeptierte den Regierungseintritt mit „Ministern ohne Geschäftsbereich“. Nach Modrows wenige Tage später erfolgtem Bekenntnis zu „Deutschland einig Vaterland“ zog allerdings die Vereinigte Linke ihre Zusage wegen „Vertrauensbruchs“ wieder zurück und lehnte eine Regierungsbeteiligung ab.
Unter den acht schließlich nominierten Ministern war auch Matthias Platzeck, der für die Grüne Liga am ZRT saß. Die Anfrage erreichte ihn telefonisch auf einer Tagung in Tutzing unter der Maßgabe „Hauptsache ein Grüner“, denn Mitglied der Grünen Partei in der DDR, die den Minister stellen sollte, war Platzeck nicht: „Hätte man mich in Tutzing nicht ans Telefon bekommen, wäre ich wahrscheinlich nicht Minister geworden. So oder ähnlich begannen zu dieser Zeit politische Laufbahnen – oder eben nicht. Auf allen Ebenen suchte man händeringend nach Menschen, die bereit waren, sich politisch zu engagieren.“
Nach dem Eintritt in das Kabinett am 5. Februar 1990 machten sich alle acht Neuen mit Hans Modrow und neun weiteren Ministerkollegen am 13. Februar auf den Weg zu Verhandlungen mit der Bundesregierung in Bonn. Wie bereits bei Kohls Dresden-Besuch zwei Monate zuvor wurden Modrow die von ihm geforderten finanziellen Soforthilfen zur Abwendung der drohenden Zahlungsunfähigkeit verweigert. (Allerdings stand seit wenigen Tagen die Perspektive einer baldigen Währungsunion im Raum.) Horst Teltschik notierte: „Die Atmosphäre des Gesprächs bleibt ziemlich kühl. Der Kanzler ist nicht mehr interessiert, mit einem hilflosen Modrow noch entscheidende Verabredungen zu treffen. Der Wahltag steht bereits vor der Tür. Auch das anschließende Gespräch mit der riesigen DDR-Delegation bleibt unfruchtbar.“ Als Platzeck den Bundeskanzler namens aller Oppositionsgruppen wegen der Wettbewerbsverzerrung kritisierte, die aus der finanziellen Unterstützung für die Allianz für Deutschland im Hinblick auf die Volkskammerwahlen resultiere, wandte Kohl sich statt einer direkten Antwort an Modrow: „Der Herr Ministerpräsident möge doch bitte seinem vorlauten Jungminister den Mund verbieten: ‚Ich brauche mich von diesem jungen Herrn nicht belehren zu lassen.‘“ (Platzeck )
Angesichts eines sich unterdessen abzeichnenden Einigungsprozesses, der zu bundesdeutschen Bedingungen zustande käme, bekam die Regierung Modrow in ihrer Endphase u. a. ein Mandat des Zentralen Runden Tisches, „die Eigentumsrechte von Bürgern der DDR an Grund, Boden und Gebäuden zu gewährleisten.“ In der Folge entstanden kurzfristig gesetzliche Regelungen, „die Klärung im Interesse der DDR-Bürger bringen sollten“, darunter das „Modrow-Gesetz“ über den Kauf von Häusern und Grundstücken, auf denen Eigenheime standen. In diesem Bereich wie auch bei eiligen Stellenbesetzungen vor Ende seiner Regierung traf Modrow hernach scharfe Kritik wegen Begünstigung „verdienter Genossen“ und Altkader aller Art. Als „Meister des Rückzugs“ bezeichnet ihn Neubert und erwähnt, dass entlassenen DDR-Funktionsträgern für das Leben nach der Wende Abfindungen und finanzielle Ausschüttungen sowie der Billigerwerb von Grundstücken und Wohnungen aus Staatsbesitz zugestanden wurden. Andererseits verschaffte Modrow sich als Regierungschef dieser Übergangszeit Anerkennung bei allen acht der Opposition angehörigen Ministern seines Kabinetts.

### Auflösung des Stasi-Apparats
Brennpunkt am Zentralen Runden Tisch war seit Anbeginn die Stasi-Problematik. Das MfS hatte zu Überwachungszwecken vier Millionen Aktenvorgänge über DDR-Bewohner sowie zwei Millionen über Westdeutsche und Ausländer angelegt. Zuträger, Führungs- und Verwaltungspersonal addierten sich zu 265.000 offiziellen und inoffiziellen Mitarbeitern (IM), gut 1,6 Prozent der Bevölkerung.
Gegenüber der Oppositionsforderung nach vollständiger Auflösung des MfS (Demonstrationslosung: „Stasi in die Produktion!“) suchte Modrow unter Hinweis auf die Nachrichtendienste im Ausland ein verkleinertes „Amt für nationale Sicherheit“ (AfNS) unter Führung des Mielke-Stellvertreters Wolfgang Schwanitz zu bewahren. „Zur selben Zeit begannen die Angehörigen des MfS in großem Stil, Akten zu vernichten und die Spuren der Überwachungsmaßnahmen – zu inoffiziellen Mitarbeitern, Operativen Vorgängen, Personenkontrollen und Postüberwachung – „zu verwischen“, was auf Druck der Opposition am 4. Dezember 1989 gestoppt wurde, nachdem seit Anfang Dezember fast alle Bezirks- und Kreisdienststellen durch Oppositionelle besetzt worden waren. Die Zentrale in der Berliner Normannenstraße setzte Überwachungsarbeit und Aktenvernichtung aber fort.“ (Rödder )
Eine von unbekannten Sprayern verursachte, mit antikommunistischen Parolen einhergehende Verunstaltung des sowjetischen Ehrenmals im Treptower Park am 27. Dezember 1989 wurde in doppelter Hinsicht politisch bedeutsam. Auf der einen Seite führte sie zu einer unmittelbaren Aktivierung des antifaschistischen Bekenntnisses, das als eine ideologische Grundsäule des DDR-Selbstverständnisses vom SED-Regime stets auch zur Verteidigung des Mauerbaus („antifaschistischer Schutzwall“) gegen Bundesrepublik und Westmächte in Stellung gebracht worden war. Am 3. Januar versammelten sich über 200.000 Menschen zu einer „Kampfdemonstration“ am Treptower Ehrenmal. Zehntausende forderten lauthals im Chor „Verfassungsschutz!“. Dadurch wurde andererseits aber auch die Auseinandersetzung um eine vollständige Auflösung des Staatssicherheitsapparats weiter zugespitzt, aus dem unterdessen mit Verfassungsschutz und Nachrichtendienst zwei separate Einrichtungen gebildet worden waren. In der Opposition entstand der Eindruck, dass die SED/PDS mit Unterstützung der Regierung Modrow die Situation zur Restauration ihrer vormaligen Macht und Herrschaftsinstrumente ausnutzen wollte.
Am Zentralen Runden Tisch wurde am 8. Januar 1990 die Regierung Modrow aufgefordert, bis zum 15. Januar einen Stufenplan für die vollständige Auflösung der Geheimpolizei vorzulegen. Als Modrow in einer Regierungserklärung vom 11. Januar 1990 die Weiterexistenz eines Geheimdienstes für nötig erklärte, löste er damit eine neue Welle von Protestdemonstrationen aus und sah sich mit Rückzugsdrohungen der zu neuer Selbständigkeit aufgebrochenen vormaligen Blockparteien CDU und LDPD aus seiner Regierung konfrontiert. Daraufhin gab Modrow nach. Am 15. Januar gestand er am ZRT die Auflösung des AfNS unter ziviler Kontrolle zu und gab einen Überblick über die Anzahl der dort Beschäftigten. Am selben Tag versammelten sich in der Normannenstraße etwa 100.000 Menschen vor dem Sitz des MfS in Berlin, um jegliche Aktivität in dieser Einrichtung zu beenden. Auf ungeklärte Weise kam es zur Öffnung der Tore und damit zur Erstürmung der Zentrale. Als die Massen in den weitläufigen Komplex hineinströmten, eilte Regierungschef Modrow direkt vom Zentralen Runden Tisch in die Normannenstraße und konnte mit der Forderung nach Gewaltverzicht beruhigend einwirken. Unmittelbare Folge war die Gründung eines Bürgerkomitees zur MfS-Auflösung nun auch in Ost-Berlin, das noch über das Ende der Regierung Modrow hinaus mit staatlichen Stellen die praktische Umsetzung dieses Auftrags diskutieren sollte.

## Wahlentscheidung in freier Selbstbestimmung
Während die Weichen zur Auflösung des MfS im Zusammenwirken von Rundem Tisch und Bürgerbewegung erfolgreich gestellt wurden, kam man bei der Schaffung einer neuen DDR-Verfassung nicht an das gesetzte Ziel. Zum Abschluss gelangte mit Bestätigung der Volkskammer eine Sozialcharta, die für erhaltenswert erachtete Sozialstandards der DDR sichern und ausbauen sollte. Die Beratungsergebnisse einer „Arbeitsgruppe neue Verfassung der DDR“ kamen dagegen innerhalb des gut dreimonatigen Wirkungszeitraums des ZRT nicht mehr zur Beschlussfassung. Dass die ursprünglich für den Mai 1990 vorgesehenen Wahlen am 28. Januar 1990 in Verhandlungen zwischen Vertretern des ZRT und der Regierung Modrow auf den 18. März vorverlegt wurden, weil andernfalls ein vorzeitiger Zusammenbruch der finanziellen und politischen Reststabilität der DDR drohte, hat geordnete Abläufe in der Verfassungsfrage zweifellos erschwert. Die Vorbereitung der Märzwahl hatte für die Beteiligten nunmehr Vorrang.
Anfang Februar kam es am ZRT zu Auseinandersetzungen über den Antrag Gerd Poppes von der Initiative für Frieden und Menschenrechte, wonach alle Parteien verpflichtet werden sollten, „bei allen öffentlichen Veranstaltungen bis zum März 1990 auf Gastredner aus der Bundesrepublik und aus West-Berlin zu verzichten.“ SPD, CDU und Demokratischer Aufbruch wandten sich dagegen, unterlagen in der Abstimmung, fühlten sich an den Mehrheitsbeschluss des ZRT aber nicht gebunden. Der anstehende Wahlkampf hebelte das Konsensprinzip des Runden Tisches aus. Das Engagement prominenter westdeutscher Politiker im DDR-Wahlkampf fand aber nicht nur vor dem Hintergrund der Einigungsdiskussion bezüglich beider deutscher Staaten statt, sondern auch vor dem einer später im Jahr noch anstehenden Bundestagswahl.

### Neuformiertes Parteiwesen in der DDR
Der kurzfristig vorverlegte Wahltermin bedingte nicht nur einen gleichsam anlauflosen Intensivwahlkampf, den die politischen Parteien und Bewerber mit sehr unterschiedlichen Voraussetzungen hinsichtlich gefestigter Organisationsstrukturen und praktischer politischer Erfahrung antraten, sondern legte zwecks Chancenoptimierung auch die Überwindung der durch die Mitwirkung im SED-Regime diskreditierten Zuordnungsmerkmale und Erkennungszeichen nahe. Auch die SED selbst entledigte sich im Vorfeld nicht nur besonders belasteter Funktionäre, sondern änderte in zwei Schritten den Parteinamen SED in SED/PDS und dann PDS.
Probleme mit der Namensidentität hatten aber auch u. a. CDU und LDPD, die vormaligen Volkskammer-Blockparteien, die wegen der seit Anbeginn der DDR aufgenötigten SED-Nähe als „Blockflöten“ apostrophiert wurden. Allerdings verfügten beide Parteien über entwickelte Organisationsstrukturen und personelle Ressourcen, die sie gerade zu Wahlkampfzwecken für die christdemokratischen und liberalen Westparteien zu interessanten Partnern machten. Als äußerst geschickter Schachzug im Sinne der westlichen Unionsparteien erwies sich die Umgehung negativer Konnotationen für die Ost-CDU durch die Gründung des Wahlbündnisses „Allianz für Deutschland“, das sich ganz unter die Führung von Bundeskanzler Kohl stellte. Neben der Ost-CDU waren in diesem Bündnis auch der Demokratische Aufbruch (mit dem bekannten Bürgerrechtler Rainer Eppelmann und einer damals noch unbekannten, für die Öffentlichkeitsarbeit zuständigen Angela Merkel) sowie die erst am 20. Januar in Leipzig gegründete DSU vertreten, die sich an der bayerischen CSU orientierte und von ihr umfänglich unterstützt wurde.
Ein Wahlbündnis, das die volle Unterstützung der westlichen F.D.P. hatte, bildeten in Gemeinschaft mit der nun „Liberale Demokratische Partei“ heißenden alten LDPD die neugegründete FDP der DDR und die vom Neuen Forum abgespaltene Deutsche Forumpartei. Das Wahlbündnis firmierte als Bund Freier Demokraten.
Von jeglicher Vorbelastung durch eine DDR-Vergangenheit frei präsentierten sich die zur Wende neu gegründeten Sozialdemokraten der DDR, die im Januar 1990 den Parteinamen SDP der westlichen SPD anglichen und mit deren Parteiprominenz, darunter die Altbundeskanzler Willy Brandt und Helmut Schmidt, ähnlich große Massenkundgebungen durchführen konnten wie die Allianz für Deutschland vor allem mit Helmut Kohl und die Liberalen mit Vizekanzler und Bundesaußenminister Hans-Dietrich Genscher. Nur die PDS besaß im neuen Parteivorsitzenden Gregor Gysi und in Ministerpräsident Modrow DDR-Politiker, die als Zugpferde im Wahlkampf eine annähernd vergleichbare Wirkung entfalten konnten.
Das Nachsehen diesbezüglich hatten die anderen aus der SED-Opposition und Bürgerbewegung hervorgegangenen Parteigründungen bzw. Wahlbündnisse, die den Wahlkampf ohne allgemein bekannte große Namen zu bestreiten hatten und denen auch nicht in gleichem Maße Westmittel für die Wahlwerbung zur Verfügung standen. Dies galt auch für Bündnis 90, in dem sich ein Großteil der verbliebenen oppositionellen Bürgerbewegung aus Neuem Forum, der Initiative Frieden und Menschenrechte sowie Demokratie Jetzt sammelte. (An der Gründung von Bündnis 90 am 3. Januar 1990 hatten auch Sozialdemokraten und Demokratischer Aufbruch noch teilgenommen.)

### Die D-Mark im Visier
Die Haltung zur Einheit Deutschlands und Gestaltungsfragen des staatlichen Einigungsprozesses standen im Zentrum des Wahlkampfs der Parteien und Wahlbündnisse bis zum 18. März 1990. Die Allianz für Deutschland, die Liberalen und auch die Ost-SPD bekannten sich klar zum Ziel der baldigen Vereinigung beider deutscher Staaten. Die PDS sorgte sich hauptsächlich darum, möglichst viel Bewahrenswertes aus 40 Jahren DDR-Geschichte in die neue Zeit hinüberzuretten. Und die im Bündnis 90 vereinten Bürgerrechtler blieben auf der Suche nach einem dritten Weg zwischen Kapitalismus und Kommunismus.
Das Neue Forum hatte im Herbst 1989, als es das größte Sammelbecken oppositioneller Bürgerrechtler in der DDR darstellte, gar nicht den Versuch unternommen, die Macht, die angeblich auf der Straße lag, zu ergreifen. Man wollte im gesellschaftlichen Dialog Veränderungen anstoßen und die DDR auf demokratischer Grundlage reformieren, wobei die Zielsetzungen der Beteiligten aber auch voneinander abwichen und Zeit für eine Klärung erforderten, die dann nicht zur Verfügung stand. Eine „Demokratie Jetzt“ nahestehende Potsdamer Forschergruppe verbreitete im November 1989 ein Positionspapier „Zukunft durch Selbstorganisation“, das bei der Erneuerung der DDR darauf setzte, „aus der Erstarrung selbstverwalteter Objekte im Subjektmonopolismus zur Selbstorganisation in Subjektpluralität“ zu gelangen. „Die Vergesellschaftung der Produktionsmittel ist die singuläre welthistorische Leistung des Sozialismus und sollte auf eine höhere evolutionäre Integrationsebene unter neuen Modalitäten… übernommen werden, aber dort verknüpft werden mit der ebenso singulären Leistung des Kapitalismus, die Produktivkraftentwicklung maximiert und die wissenschaftlich technische Revolution entfesselt zu haben.“ Bildhaft stellte man sich einen kapitalistischen Motor in einem sozialistischen Fahrzeug wirkend vor.
Laut Reinhard Höppner tauchte bereits Anfang Dezember 1989 auf einer Magdeburger Montagsdemonstration eine neue, recht handfeste und bald wirkungsmächtige Forderung im Sprechchor auf: „Kommt die D-Mark nicht zu uns, gehen wir zur D-Mark hin.“ (Höppner ) Im Januar 1990 verbreiterte und verstärkte sich die Ungeduld bezüglich der Einforderung näherungsweise westlicher Lebensbedingungen auf Demonstrationen. Eine Plakatvariante dieses Motivs besagte: „Kommt die DM, bleiben wir, kommt sie nicht, geh’n wir zu ihr!“ (nach Rödder ) Zum 10. Januar 1990 notierte Horst Teltschik: „seit 1. Januar bereits über 20.000 Aus- und Übersiedler […] Die Sorge über diese sprunghaft steigenden Zahlen wächst. Keiner weiß eine rechte Antwort darauf.“ (Teltschik : )
Dies und die Märzwahlen vor Augen beschloss die Regierung Kohl, abweichend vom 10-Punkte-Plan die Zwischenschritte Vertragsgemeinschaft und Föderation im Einigungsprozess zu überspringen und zu einer „Politik der großen Schritte“ überzugehen. Am 7. Februar wurden der DDR Verhandlungen über eine „Verklammerung der beiden Volkswirtschaften durch eine Währungsunion auf der Grundlage einzuleitender, tiefgreifender marktwirtschaftlicher Reformen in der DDR in Aussicht gestellt.“ Rödder zufolge zielte das Angebot zwei Tage nach Gründung der Allianz für Deutschland zunächst auf die in der medialen Öffentlichkeit für die CDU bereits als verloren angesehenen Volkskammerwahlen. Den an Übersiedlung denkenden Ostdeutschen wurde zugleich eine Perspektive fürs Bleiben eröffnet. „Die Allianz“, heißt es bei Kowalski, „stand für den schnellsten Weg zur Einheit. Ihre Formel lautete: ‚Sofortige Einführung der DM.‘ Mehr konnte niemand bieten.“

### Ein Mandat für die staatliche Wiedervereinigung
„Von der Ostsee bis zum Thüringer Wald war die DDR mit Wahlplakaten zugepflastert. Die verfallenden und verrußten Städte hatten sich ein buntes Politkleid übergestreift.“ (Neubert ) 93,2 Prozent der wahlberechtigten DDR-Bürger gaben bei der ersten freien Volkskammerwahl ihre Stimme ab. Neben der hohen Wahlbeteiligung, die nun ohne den Druck des SED-Regimes zustande gekommen war, überraschte auch der so nicht vorhergesehene Wahlausgang.
Seit Jahresende 1989 und bis zuletzt deuteten die Umfragen auf einen klaren Sieg der Sozialdemokraten hin, was sowohl ihren besonderen Einsatz für die in den März vorgezogene Wahl verständlich machte als auch ihr Ausscheiden aus dem Bündnis 90. Mit der vollen Unterstützung durch die West-SPD rechnete man sich allein die größten Chancen aus. Das Wahlergebnis von 21,9 % der Stimmen bedeutete demnach eine arge Enttäuschung für diese Partei. Eindeutiger Wahlsieger war die Allianz für Deutschland mit 48 % der Stimmen, wobei allein 40,8 % auf die CDU entfielen. Die PDS wurde mit 16,4 % drittstärkste Kraft in der neuen Volkskammer vor den Liberalen mit 5,3 % und Bündnis 90 mit 2,9 %. Für diese Gruppierung, die sozusagen den Stein der Opposition gegen das SED-Regime ins Rollen gebracht hatte, stellte sich das Abschneiden als ein jäher Bedeutungsverlust dar.
Dass die Ost-CDU mit Lothar de Maizière den ersten frei gewählten Ministerpräsidenten der DDR stellen würde, war die logische Konsequenz dieses Wahlergebnisses. Darüber hinaus von Bedeutung war, dass die Einheitsbefürworter, zu denen ja auch Sozialdemokraten und Liberale gehörten, über eine verfassungsändernde Mehrheit verfügten. Der Weg war somit frei für eine „beschleunigte Einheit unter Dominanz der westdeutschen Exekutive“, zumal die DDR erst durch die mit der Ministerpräsidentenwahl am 12. April 1990 abgeschlossene Koalitionsbildung aus Allianz für Deutschland, Liberalen und Sozialdemokraten wieder eine handlungsfähige Regierung besaß.

## Friedliche Revolution in der Wendezeit – Deutungsaspekte des Geschehens
„Kein Historiker erreicht je ein fest umrissenes Land“, schreibt Charles S. Maier in seiner Darstellung Das Verschwinden der DDR und der Untergang des Kommunismus: „Es liegt in der Natur der Sache, daß geschriebene Geschichte provisorisch ist.“ Unter einem solchen Vorbehalt steht neben der Schilderung des Geschehens auch dessen begriffliche Einordnung. Die Bezeichnungen „Wende“ und „friedliche Revolution“, die in der öffentlichen Debatte teils mit beträchtlichem argumentativen Aufwand einander entgegengesetzt und verteidigt werden, können im Sinne Maiers auch nicht mehr erbringen als eine perspektivisch gebundene vorläufige Zusammenfassung des gemeinten historischen Geschehens unter einem dafür passend erscheinenden Terminus. Die vorliegende Darstellung sieht davon ab, einen von beiden Begriffen, die in der Entgegensetzung politisch aufgeladen erscheinen, exklusiv zu setzen. Sie stehen, so Martin Sabrow, für miteinander in Fehde liegende Gedächtnisgemeinschaften. Die Erinnerung an das Paradox einer friedlichen Revolution beherrsche den öffentlichen Diskurs und das offizielle Gedenken, glätte allerdings „den scharfen Bruch innerhalb des Umbruchs“, als die oppositionellen Reformer mit dem Fall der Mauer ihre führende Rolle an eine Volksbewegung verloren hätten, die nicht mehr einen Dritten Weg gesucht habe, „sondern den ersten Weg in den Westen“. Für Sabrow bilden „Revolutions-, Wende- und Anschlussgedächtnis“ die Hauptströmungen der DDR-Aufarbeitung nach 1989, „und ihnen lassen sich die einzelnen Erzählmuster von der Zeitzeugenäußerung bis zum Spielfilm und zum städtischen Erinnerungszeichen in grober Klassifizierung zuordnen.“

### Epochale Wende als übergeordneter Rahmen
Die von Gorbatschow eingeleitete außenpolitische Wende, die mittel- und osteuropäische Staaten aus der sowjetischen Vorherrschaft in die nationale und innergesellschaftliche Eigenverantwortung entließ, führte dank des Verzichts auf militärische Gewalt zum Untergang des SED-Regimes und zum Aufgehen der DDR in der Bundesrepublik Deutschland. Wie dieses Geschehen einerseits durch neue politische Entwicklungen in den östlichen Nachbarländern angestoßen und begünstigt wurde, wirkten andererseits die Abschüttelung der SED-Diktatur und die Abtragung der Berliner Mauer, des Hauptsymbols von Kaltem Krieg und europäischer Teilung, beschleunigend auf die Ablösung der Parteidiktaturen etwa in der Tschechoslowakei und in Rumänien.
Der Fall der Berliner Mauer und die Wiedererlangung der staatlichen Einheit Deutschlands wurden damit zu besonderen Merkmalen im Kulminationspunkt einer epochalen Wende: 1989/90 endete das „kurze“ 20. Jahrhundert: „Der Zusammenbruch des sowjetischen Imperiums, das Ende des SED-Regimes und der DDR, schließlich die Wiedervereinigung der beiden deutschen Staaten beendeten binnen weniger Monate eine Epoche, die Europa und die Welt nach den verheerenden Kriegen und Krisen der ersten Jahrhunderthälfte im eisernen Griff des Ost-West-Konflikts gehalten hatte.“ (Rödder )
Eckhard Jesse stellt die Vorgänge im Herbst 1989, die zum Sturz der kommunistischen Diktaturen in Ostmitteleuropa und darüber hinaus geführt haben, auf eine Stufe mit dem Beginn der Französischen Revolution: „1789 und 1989 stehen für welthistorische Zäsuren, sind Epochenjahre.“

### Merkmale einer weitgehend friedlichen Revolution
Nach Kowalczuk ergibt sich aus den zeitgenössischen Dokumenten von 1989/90 eine gleichsam selbstverständliche Verwendung der Bezeichnung „Revolution“ für das damalige Zeitgeschehen. „Sie konkurrierte zwar stets mit ‚Umbruch‘, ‚Wende‘, ‚Zusammenbruch‘, ‚Erosion‘, ‚Scheitern‘, ‚Implosion‘ oder ‚Untergang‘, aber 1989/90 schlossen sich diese Begriffe noch nicht gegenseitig aus.“ Erst seither werde mit ‚1989‘ begrifflich „Geschichtspolitik“ betrieben. Er resümiert: „die alte Ordnung war handlungsunfähig, delegitimiert und moralisch kompromittiert; die von ihr vertretenen Werte und Überzeugungen zerschlissen; Bürger- und Massenbewegungen stellten sich ihr entgegen und forderten neue politische, gesellschaftliche, ökonomische und kulturelle Strukturen; eine neue Ordnung wurde errichtet; innerhalb weniger Monate beseitigte die Bewegung alte Strukturen, Werte, Ideen, Kulturen und Herrschaftseliten, fast nichts war im öffentlichen Raum wie zuvor, was spricht dann gegen die Bezeichnung als Revolution?“
Auch Rödder sieht das Revolutionskriterium einer fundamentalen Veränderung der politischen und sozialen Ordnung als erfüllt an, sogar mehr als 1848 und 1918, und nennt den in die Wiedervereinigung Deutschlands mündenden Untergang des SED-Regimes „eine deutsche Revolution“. Winkler spricht von einer im Verzicht auf Gewalt gründenden „neuartigen Revolution“, bei der bewusste und unbewusste Teilnehmer zu unterscheiden seien: „Die bewußten waren die Gründer der Bürgerrechtsgruppen und die Demonstranten, die am 2. Oktober zur Masse zu werden begannen, die unbewußten jene, die um ebendiese Zeit die DDR in Massen verließen.“
Ehrhart Neubert hat als aktiver Bürgerrechtler der damaligen Zeit seine Darstellung unter den Titel „Unsere Revolution“ gestellt und sich darin Ralf Dahrendorf angeschlossen: „Revolutionen, einschließlich der Revolution von 1989, gelingen, insoweit sie das alte Regime endgültig beseitigen. Revolutionen scheitern indes, insoweit sie die völlig andere Welt einer fundamentalen Demokratie nicht schaffen. In diesem Sinn enttäuschen sie unausweichlich die extravaganten Hoffnungen, die sie geweckt haben.“ Die Rede von der friedlichen Revolution relativiert Neubert: „Die Revolution war bis zum 9. Oktober 1989 nicht friedlich und die Herrschenden auch danach lediglich am Ende ihrer politischen Kunst, was nicht unbedingt als friedfertig interpretiert werden muss.“
Die äußeren Voraussetzungen der Herbstrevolution werden unterschiedlich gewichtet. Während Kowalczuk eine Relativierung des Revolutionsbegriffs nicht für angebracht hält, weil nicht weit käme, wer die 1848er Revolutionen, die Russische Revolution und die deutsche Novemberrevolution ohne die internationalen Zusammenhänge erklären wollte, heißt es bei Jesse, mit dem Wegfall des außenpolitischen Stützpfeilers sei das marode DDR-System im Herbst 1989 wie ein Kartenhaus zusammengebrochen. „Denn als die Bajonette der Sowjetunion nicht mehr die DDR schützten, war es um sie geschehen. Insofern wohnt der Kennzeichnung der Revolution als eine Implosion, eine Art Zusammenbruch, mehr als ein Gran Legitimität inne.“
Dass die Demonstrationsparole „Keine Gewalt!“ zum Erfolg führen konnte, war auch aus der Sicht Winklers durch den ausdrücklichen Gewaltverzicht der UdSSR als DDR-Gründungs- und Garantiemacht bedingt. „Ohne die Rückendeckung der Sowjetunion konnte sich keine der von ihr abhängigen Diktaturen längerfristig gegen revoltierende Massen behaupten. Weil die sowjetische Führung aus politischer Einsicht und wirtschaftlicher Schwäche nicht mehr zu Interventionen nach dem Muster von 1953, 1956 und 1968 bereit war, konnten sich die Emanzipationsbewegungen von 1989, beginnend mit der polnischen, weitgehend friedlich durchsetzen.“

### Varianten, Entwicklung und Kritik des TerminusWende
Als politischer Begriff war „Wende“ im Westen Deutschlands bereits seit dem Machtwechsel 1982 von der SPD- zur CDU-geführten Bundesregierung unter Helmut Kohl im Gebrauch, nachdem dieser eine „geistig-moralische Wende“ ausgerufen hatte.
Die Böhlener Plattform, aus der dann die Vereinigte Linke hervorging, forderte in ihrem Gründungsaufruf im September 1989 ein linkes, alternatives Konzept für eine Wende. Die Wende-Formel von Egon Krenz hatte am 16. Oktober 1989 bereits die Zeitschrift Der Spiegel in der Schlagzeile „DDR – Die Wende“ auf ihrem Titel gebraucht, womit die Redaktion die Volksproteste (Montagsdemonstrationen) als Sieg gegen die Staatsmacht der DDR auslegte.
Das neue Schlagwort wurde mit Bezug auf Krenz in der breiten Öffentlichkeit auch kritisch aufgenommen. In ihrer Rede auf der Großdemonstration am 4. November 1989 in Berlin verglich es die Schriftstellerin Christa Wolf ironisch mit der Wende beim Segeln, wo der Kapitän „Klar zur Wende“ ruft, weil der Wind sich gedreht hat und die Mannschaft sich duckt, weil der Segelbaum über das Boot fegt. Auf dieselbe Rede geht auch die Popularität des Begriffs „Wendehals“ zurück. Er wurde danach zum Begriff für die ehemaligen Anhänger des DDR-Systems, die sich schnell der neuen Situation anpassten, um das Beste für sich herauszuholen.
Die deutsche Bundesregierung publizierte zum Jahrestag „20 Jahre Mauerfall“ einen Artikel mit dem Titel „Wende“? „Friedliche Revolution“? „Mauerfall“?. Während der Begriff „Friedliche Revolution“ dort favorisiert wird, heißt es zur Wende:
„Das neue Schlagwort ist kurz und griffig. […] Dennoch ist der Begriff ‚Wende‘ nicht überall willkommen. Viele betrachten ihn als sprachlichen Vereinnahmungsversuch.“
Der damalige Bürgerrechtler Rainer Eppelmann kritisiert die heutige Verwendung der Bezeichnung Wende, weil sie suggeriere, dass der Umbruch tatsächlich „von oben“ durch den Wortschöpfer Krenz und nicht „von unten“ durch eine Revolution zustande gekommen sei. Er beklagt, dass der Terminus „Wende“ umgangssprachlich „längst zum Synonym für die friedliche Revolution und die Wiedervereinigung Deutschlands geworden“ sei. Der letzte und einzige demokratisch gewählte DDR-Ministerpräsident Lothar de Maizière sagte: „Noch heute bin ich ärgerlich, dass die Zeit des Herbstes 1989 als ‚Wende‘ bezeichnet wird und damit ein Begriff von Krenz aufgegriffen wird, statt sie als das zu bezeichnen was sie wirklich war, nämlich die Zeit einer friedlichen Revolution.“
Das Wort „Wende“ wird inzwischen in der deutschen Sprache auch zur Bezeichnung des vergleichbaren Umbruchs in anderen Ländern des ehemaligen Ostblocks gebraucht, wie beispielsweise bei der Samtenen Revolution in der Tschechoslowakei. Insbesondere in Österreich wird dieser Umbruch als Ostöffnung bezeichnet. Gelegentlich ist der Begriff „Wende“ auch als Fremdwort in anderen Sprachen, zum Beispiel im Englischen für die Vorgänge im Umfeld des Mauerfalls nachweisbar.
An den Begriff Wende knüpfen weitere Wortschöpfungen an, etwa der Begriff Nachwendezeit, der die Zeit nach dem Fall der Berliner Mauer bezeichnet, oder der Begriff Nachwendegeneration, der die Generation der nach der Wende geborenen oder hervortretenden Menschen kennzeichnet. Die Zeit der Umgestaltung des politischen, ökonomischen und gesellschaftlichen Systems in der letzten Phase der DDR und in den sogenannten „fünf neuen Ländern“ der Berliner Republik in den 1990er Jahren wird als Zeit der postkommunistischen Systemtransformation bezeichnet.

### Resultate und Aufarbeitung
Langfristige Auswirkungen der Geschehnisse von 1989/90 auf dem Gebiet der ehemaligen DDR werden im Kontext Ostdeutschland seit 1990 beschrieben. Zu den unmittelbaren Folgen von Wende und friedlicher Revolution zählten u. a. die Ablösung der SED-Diktatur durch einen in freien Wahlen konkurrierenden Pluralismus der Politikentwürfe und Parteien, die Auflösung des MfS und die Herstellung von Freizügigkeit und Reisefreiheit für die DDR-Bevölkerung. Hinzu kamen dann auch neue Konsumchancen durch die Einführung der D-Mark und ein sich im Zuge der Vereinigung beider deutscher Staaten anbahnender Angleichungsprozess der Lebensverhältnisse. Als eine Art Wegscheide innerhalb des Gesamtgeschehens erscheint in manchen Darstellungen der 9. November 1989:

„Die Öffnung der Berliner Mauer am 9. November 1989 war für die DDR das, was der Sturm auf die Bastille am 14. Juli 1789 für das französische Ancien régime gewesen war: Der Schlag, von dem sich die bisherige Ordnung nicht mehr erholen konnte. Die Mauer war nicht minder als die Bastille ein Symbol der Unfreiheit. Als das Symbol fiel, war das Ende der alten Herrschaft gekommen.“

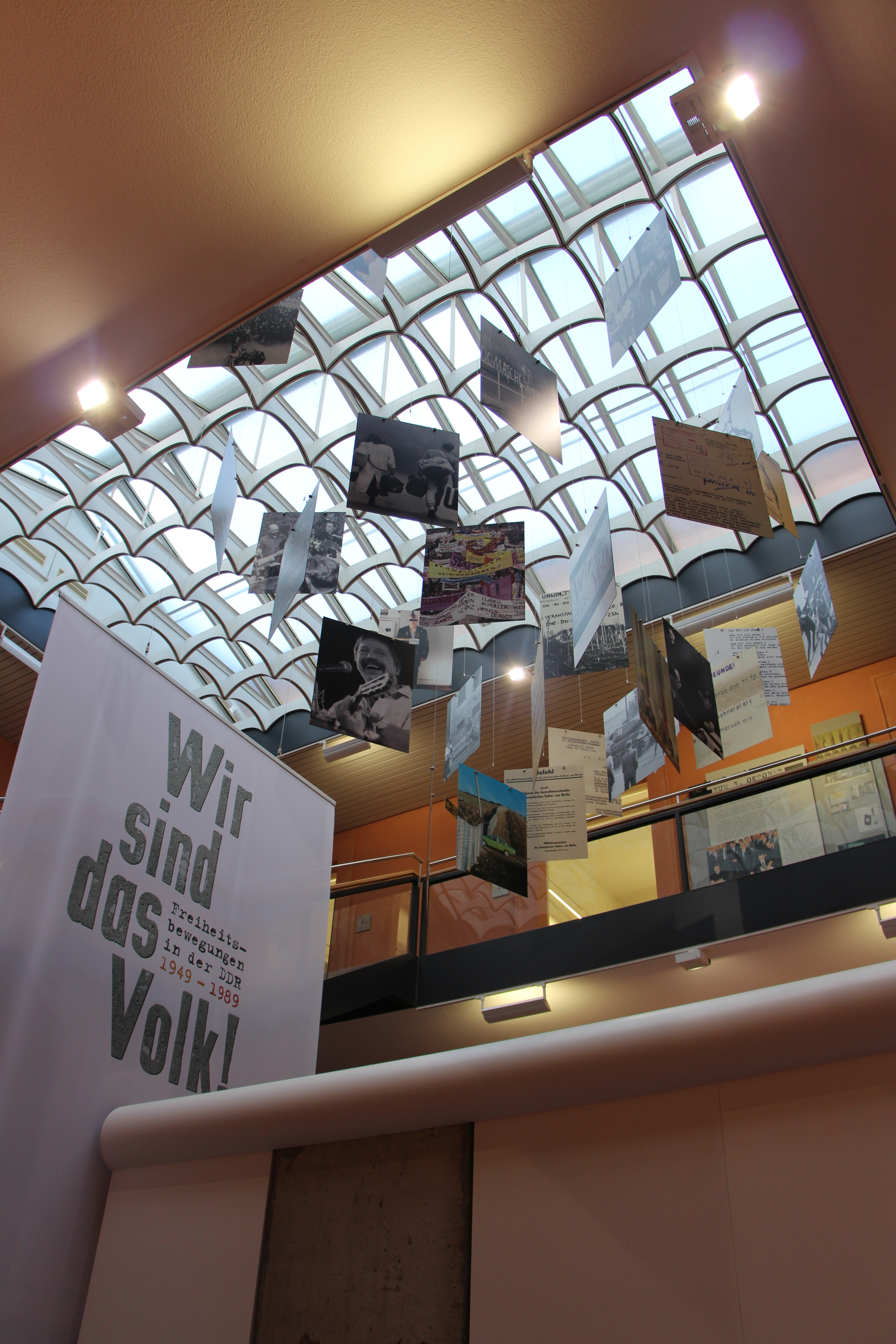
Ausstellung in der Erinnerungsstätte für die Freiheitsbewegungen in der deutschen Geschichte, Rastatt (Baden-Württemberg)

Während über die Bedeutung der Schleifung von Mauer und Grenzregime für das unwiderrufliche Ende der SED-Herrschaft weitgehend Übereinstimmung besteht, ist die Bedeutung des 9. Novembers 1989 und seiner unmittelbaren Folgen für den Fortgang des Umgestaltungsprozesses in der DDR nicht unumstritten. Von einer „Wende in der Wende“ ist in diesem Zusammenhang bei Stefan Bollinger die Rede: „Eben noch eine disziplinierte, wenn auch unzufriedene und demonstrierende Bevölkerungsmehrheit, nun eine landesweit an und über die Grenzen strömende Masse, die ihr Hauptanliegen – ungehindertes Reisen – selbst in die Hand nahm.“ Damit standen die DDR-Bürgerrechtler „vor dem Scherbenhaufen ihres Versuchs der sozialistischen Erneuerung“, urteilt Bollinger und zitiert Konrad Weiß: „Ich denke, der Umbruch, die Revolution, wenn Sie so wollen, ist von den Warenbergen, die die darauf unvorbereiteten DDR-Bürger zu Gesicht bekommen haben, erdrückt worden.“ Für Bollinger ergibt sich das Gesamtbild einer abgebrochenen Revolution, da die DDR-eigenen Alternativen und Führungskräfte nun gegenüber den von der Bundesrepublik ausgehenden Impulsen und Weichenstellungen ins Hintertreffen geraten seien.
Eine „Wende in der Wende“ sieht bei anderer Akzentuierung auch Winkler mit dem Mauerfall verbunden. Die friedliche Revolution sei nun unter dem Demonstranten-Motto „Deutschland, einig Vaterland!“ in eine neue, die „nationaldemokratische“ Phase eingetreten. Eher für das Bild einer kontinuierlich-ganzheitlichen Entwicklung steht demgegenüber Wolfgang Schullers Resümee in seiner Darstellung „Die deutsche Revolution 1989“: „eine eigenständige Revolution, an der das ganze Volk einschließlich der Durchschnittsbürger wirksam teilhatte, die nach vierzig Jahren Isolation eine fremdbestimmte ideologische Parteidiktatur mit ihrer alle Gesellschaftsbereiche durchdringenden Geheimpolizei ohne Gewaltanwendung zum Einsturz brachte; eine Revolution, die über Monate andauerte, die mit Massendemonstrationen begann und auch endete, sich aber allmählich politische Organisationsformen gab und sich dennoch für die parlamentarische Demokratie entschied.“
Die „Liquidation der DDR“ als Folge des Wahlergebnisses vom 18. März 1990 entsprach dem Willen der Massen, merkt Winkler an, nicht dem der intellektuellen Bürgerrechtler als Initiatoren der friedlichen Revolution. Auch mit der sich bis 2005 erstreckenden gerichtlichen Behandlung von DDR-Unrecht sind die DDR-Oppositionellen der ersten Stunde z. T. nicht einverstanden. „Nur wenige hohe Funktionäre der DDR wurden zu Freiheitsstrafen verurteilt. Für die meisten Angehörigen der Nomenklatura war die Entfernung aus dem Amt die schärfste Sanktion.“ Zwar stellte der Bundesgerichtshof im Hinblick auf den Schießbefehl z. B. fest, sowohl die Mauerschützen als auch die Politbüromitglieder hätten sich strafbar gemacht; zumeist wurden aber nur Bewährungsstrafen verhängt. Dadurch konnte der Eindruck entstehen, das Unrecht sei überwiegend nur noch beurkundet, aber nicht geahndet worden.
Als nachhaltige Erfolge ihres Kampfes gegen das SED-Regime bleiben den Protagonisten der friedlichen Revolution in der DDR die umfänglichen Bemühungen zur Aufarbeitung der SED-Diktatur. Hierzu wurden durch den Deutschen Bundestag 1992 und 1995 zwei Enquete-Kommissionen eingesetzt: „Aufarbeitung von Geschichte und Folgen der SED-Diktatur“ und „Überwindung der Folgen der SED-Diktatur im Prozess der deutschen Einheit“. Mit dem Stasi-Unterlagen-Gesetz 1991 kam es zur Öffnung der Akten des MfS, sodass seither sowohl persönliche Einsichtnahme als auch wissenschaftliche und publizistische Auswertung möglich sind. Die 1998 durch Bundestagsbeschluss gegründete Bundesstiftung zur Aufarbeitung der SED-Diktatur fördert zahlreiche wissenschaftliche Projekte und betreut zudem Opfer der Diktatur.

### Allgemein
- Aus Politik und Zeitgeschichte 11/2010: DDR 1990 (PDF; 2,1 MB).
- Hannes Bahrmann, Christoph Links: Chronik der Wende. Die Ereignisse in der DDR zwischen 7. Oktober 1989 und 18. März 1990. Ch. Links, Berlin 1999, ISBN 3-86153-187-9.
- Henrik Bispinck: Friedliche Revolution und Wiedervereinigung? Frag doch einfach! UVK, München 2023.
- Klaus-Dietmar Henke (Hrsg.): Revolution und Vereinigung 1989/90. Als in Deutschland die Realität die Phantasie überholte. Deutscher Taschenbuch Verlag, München 2009.
- Hans Michael Kloth: ‘’Vom ‘Zettelfalten’ zum freien Wählen: Die Demokratisierung der DDR 1989/90 und die ‘Wahlfrage’.’’(Forschungen zur DDR-Gesellschaft), Chr. Links Verlag, 2000
- Ilko-Sascha Kowalczuk: Endspiel. Die Revolution von 1989 in der DDR. C.H. Beck Verlag, München 2009, ISBN 978-3-406-58357-5.
- Christoph Links, Sybille Nitsche, Antje Taffelt: Das wunderbare Jahr der Anarchie. Von der Kraft zivilen Ungehorsams 1989/90. Ch. Links, Berlin 2004, ISBN 3-86153-333-2.
- Charles S. Maier: Das Verschwinden der DDR und der Untergang des Kommunismus. S. Fischer 1999, ISBN 3-10-046108-8.
- Gerhardt Maier: Die Wende in der DDR. Reihe „Kontrovers“ der Bundeszentrale für politische Bildung, Bonn 1991.
- Lothar de Maizière: „Ich will, dass meine Kinder nicht mehr lügen müssen“: Meine Geschichte der deutschen Einheit. Verlag Herder, Freiburg u. a. 2010, ISBN 978-3-451-30355-5.
- Ehrhart Neubert: Unsere Revolution. Die Geschichte der Jahre 1989/90. Piper-Verlag, München–Zürich 2008, ISBN 978-3-492-05155-2.
- Alexander von Plato: Die Vereinigung Deutschlands – ein weltpolitisches Machtspiel: Bush, Kohl, Gorbatschow und die geheimen Moskauer Protokolle. 2002.
- Gerhard Rein: Die protestantische Revolution 1987–1990. Ein deutsches Lesebuch. Wichern-Verlag, Berlin 1990, ISBN 3-88981-046-2.
- Andreas Rödder: Deutschland einig Vaterland. Die Geschichte der Wiedervereinigung. München 2009, ISBN 978-3-406-56281-5.
- Jens Schöne: Die friedliche Revolution. Berlin 1989/90. Der Weg zur deutschen Einheit. Berlin Story, Berlin 2008, ISBN 978-3-929829-97-6.
- Wolfgang Schuller: Die deutsche Revolution 1989. Rowohlt, Berlin 2009, ISBN 978-3-87134-573-9.
- Karsten Timmer: Vom Aufbruch zum Umbruch – die Bürgerbewegung in der DDR 1989. Vandenhoeck & Ruprecht, Göttingen 2000, ISBN 3-525-35925-X.
- Clemens Vollnhals: Jahre des Umbruchs. Friedliche Revolution in der DDR und Transition in Ostmitteleuropa (= Schriften des Hannah-Arendt-Instituts für Totalitarismusforschung. Band 43). Vandenhoeck & Ruprecht, Göttingen 2011, ISBN 978-3-525-36919-7.
- Zwanzig Jahre Friedliche Revolution. Themenheft der Zeitschrift Geschichte für heute (Ausgabe 2/2009).

### Regional
- Silvia Kabus, Reinhard Bernhof: Umfeldblätter. Reprint einer illegalen Kleinzeitschrift, erschienen im Samisdat 1988/89, Leipzig 2009, ISBN 978-3-86660-082-9.
- Reinhard Bernhof, Silke Brohm: Im Schatten der Kolossalfiguren. Basisdokumente zur Friedlichen Revolution 1989 in Leipzig, Leipzig 2009, ISBN 978-3-86660-081-2
- Christian Dietrich, Martin Jander: Die Ausweitung zum Massenprotest in Sachsen und Thüringen. In: Eberhardt Kuhrt u. a. (Hrsg.): Opposition in der DDR von den 70er Jahren bis zum Zusammenbruch der SED-Herrschaft (Band 3 der Reihe: Am Ende des realen Sozialismus, hrsgg. im Auftrag des Bundesministers des Innern). Opladen 1999, S. 737 ff.
- Martin Jankowski: Der Tag, der Deutschland veränderte – 9. Oktober 1989. Evangelische Verlagsanstalt, Leipzig 2007, ISBN 978-3-374-02506-0.
- Thomas Küttler, Jean Curt Röder (Hrsg.): Die Wende in Plauen. Vogtländischer Heimatverlag Neupert, Plauen 1991, ISBN 3-929039-15-X.
- Detlef Pollack, Wolf-Jürgen Grabner, Christiane Heinze (Hrsg.): Leipzig im Oktober. Kirchen und alternative Gruppen im Umbruch der DDR – Analysen zur Wende. Mit einem Vorwort von Friedrich Magirius. Berlin: Wichern, 1990. 2. Auflage. 1994, ISBN 3-88981-050-0.
- Alfred W. Radeloff: Die friedliche Revolution in Dessau. Manuela Kinzel Verlag, Dessau 1999, ISBN 3-934071-00-7.
- Rolf Schwanitz, Curt Röder (Hrsg.): Zivilcourage. Die friedliche Revolution in Plauen anhand von Stasi-Akten sowie Rückblicke auf die Ereignisse im Herbst 1989. Vogtländischer Heimatverlag Neupert, Plauen 1998, ISBN 3-929039-65-6.
- Friedliche Revolution 1989/90 in Sachsen. Sonderkarte 1:400 000. (Atlas zur Geschichte und Landeskunde von Sachsen, Nr. D–V 3), mit einem Beiheft von Hartmut Zwahr, Uwe Schwabe, Michael Richter und Tobias Hollitzer, Staatsbetrieb Geobasisinformation und Vermessung Sachsen und Sächsische Akademie der Wissenschaften zu Leipzig, Dresden/ Leipzig 2009, ISBN 978-3-89679-599-1.
- Michael Heinz: „Der Kampf um die Hirne und Herzen der Menschen tobt …“. Friedliche Revolution und demokratischer Übergang in den Kreisen Bad Doberan und Rostock-Land. Ostsee Druck Rostock, Rostock 2009.
- Sebastian Stude: Die Friedliche Revolution 1989/90 in Halle/Saale. Ereignisse, Akteure und Hintergründe. Internationaler Verlag der Wissenschaften Peter Lang, Frankfurt am Main u. a. 2009, ISBN 978-3-631-58706-5.
- Christoph Wunnicke: Der Bezirk Neubrandenburg im Jahr 1989. 2010, ISBN 978-3-933255-32-7.
- Stephan Diller/Christoph Wunnicke (Hrsg.): Prenzlau und die Friedliche Revolution – eine Stadt im Umbruch: 1985–1995, Begleitschrift zur Ausstellung im Kulturhistorischen Museum, Dominikanerkloster Prenzlau, Prenzlau 2011.
- Herbst 1989 in der DDR-Provinz. Fallbeispiele: Pritzwalk, Halberstadt und Gotha, mit Beiträgen von: Alexander Amberger, Renate Hürtgen, Sebastian Stude, Matthias Wenzel; Helle Panke e. V. (Hrsg.), Reihe „hefte zur ddr-geschichte“, Heft 137, Berlin 2015
- Thomas Balzer, Siv Stippekohl, Siegfried Wittenburg: Atlas des Aufbruchs: Geschichten aus 25 Jahren Mecklenburg-Vorpommern (Buch und DVD). Ch. Links Verlag, Berlin 2015, ISBN 978-3-86153-847-9.

### Spezielle Aspekte
- Peter Fäßler: Als „Ochs‘“ und „Esel“ das SED-Regime zu Fall brachten –Öffentliche Kommunikation und politischer Niedergang der DDR. In: Paderborner Historische Mitteilungen 23 (2010) S. 41–54.
- Thomas Rudolph, Oliver Kloss, Rainer Müller, Christoph Wonneberger (Hrsg. im Auftrage des IFM-Archiv Sachsen e. V.): Weg in den Aufstand. Chronik zu Opposition und Widerstand in der DDR vom August 1987 bis zum Dezember 1989. Bd. 1, Leipzig, Araki, 2014, ISBN 978-3-941848-17-7, (Vorwort als Leseprobe).
- "Vorbereitung auf den Tag X". Die geplanten Isolierungslager der Stasi. „Direktive 1/67“. www.bundesarchiv.de
- Dirk Schröter: Deutschland einig Vaterland. Wende und Wiedervereinigung im Spiegel der zeitgenössischen deutschen Literatur. Ed. Kirchhof & Franke, Leipzig–Berlin 2003, ISBN 3-933816-19-X.
- Andreas Schmidt-Schweizer: Die Öffnung der ungarischen Westgrenze für die DDR-Bürger im Sommer 1989. Vorgeschichte, Hintergründe und Schlußfolgerungen. In: Südosteuropa-Mitteilungen. 37, 1997, 1, S. 33–53.
- Walter Süß: Staatssicherheit am Ende. Warum es den Mächtigen nicht gelang, 1989 eine Revolution zu verhindern. Ch. Links, Berlin 1999, ISBN 3-86153-181-X.
- Uwe Thaysen: Der Runde Tisch. Oder: Wo blieb das Volk? VS Verlag für Sozialwissenschaften, 1990.